# Horloge mécanique
Pour les articles homonymes, voir Horloge (homonymie).
Une horloge mécanique dite communément et simplement horloge est un instrument de mesure du temps ou indicateur (terme employé en métrologie) qui donne l'heure par une solution à l'origine entièrement mécanique. Succédant aux différentes horologia, elle apparait à la fin du XIIIe siècle en Europe occidentale. À l'origine, à poids moteur et à foliot, elle connaîtra une longue évolution et une diversification importante au cours des siècles.

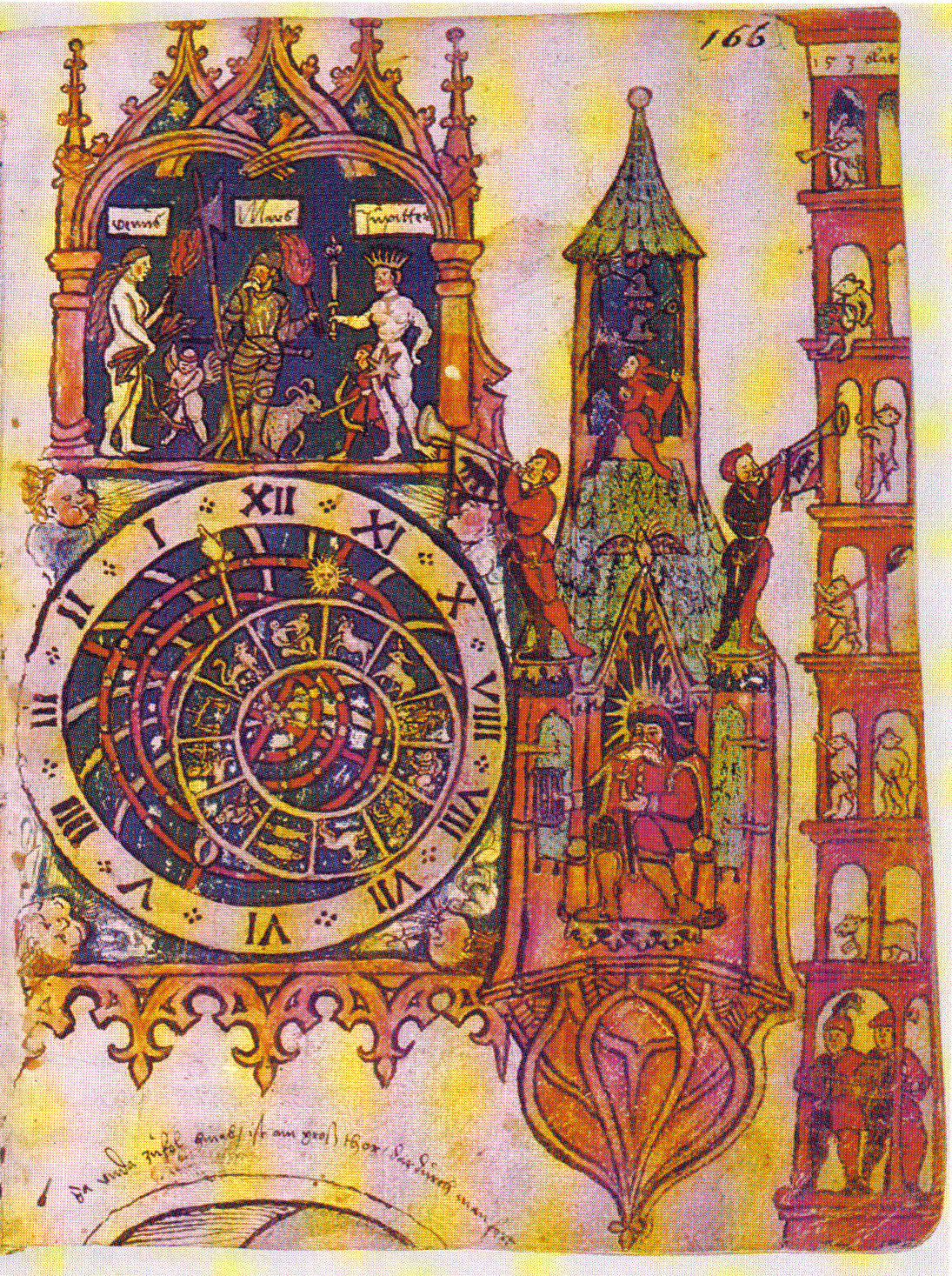
Horloge astronomique originelle sur la tour de l'horloge, à Berne, 1534.

## Histoire des origines auXVIesiècle

### Aux origines
Aucune horloge mécanique antérieure au XIVe siècle ne nous est parvenue, mais plusieurs mentions dans des sources manuscrites révèlent quelques-uns des premiers temps de l'horloge.
Le mot latin horologium, horologia, dérivé du grec [ὡρα, l'heure et λέγειν, dire], a été employé depuis l'Antiquité romaine pour décrire tous les dispositifs indiquant l'heure, mais l'utilisation de ce mot pour tous les instruments de mesure du temps nous cache la vraie nature de leurs mécanismes.

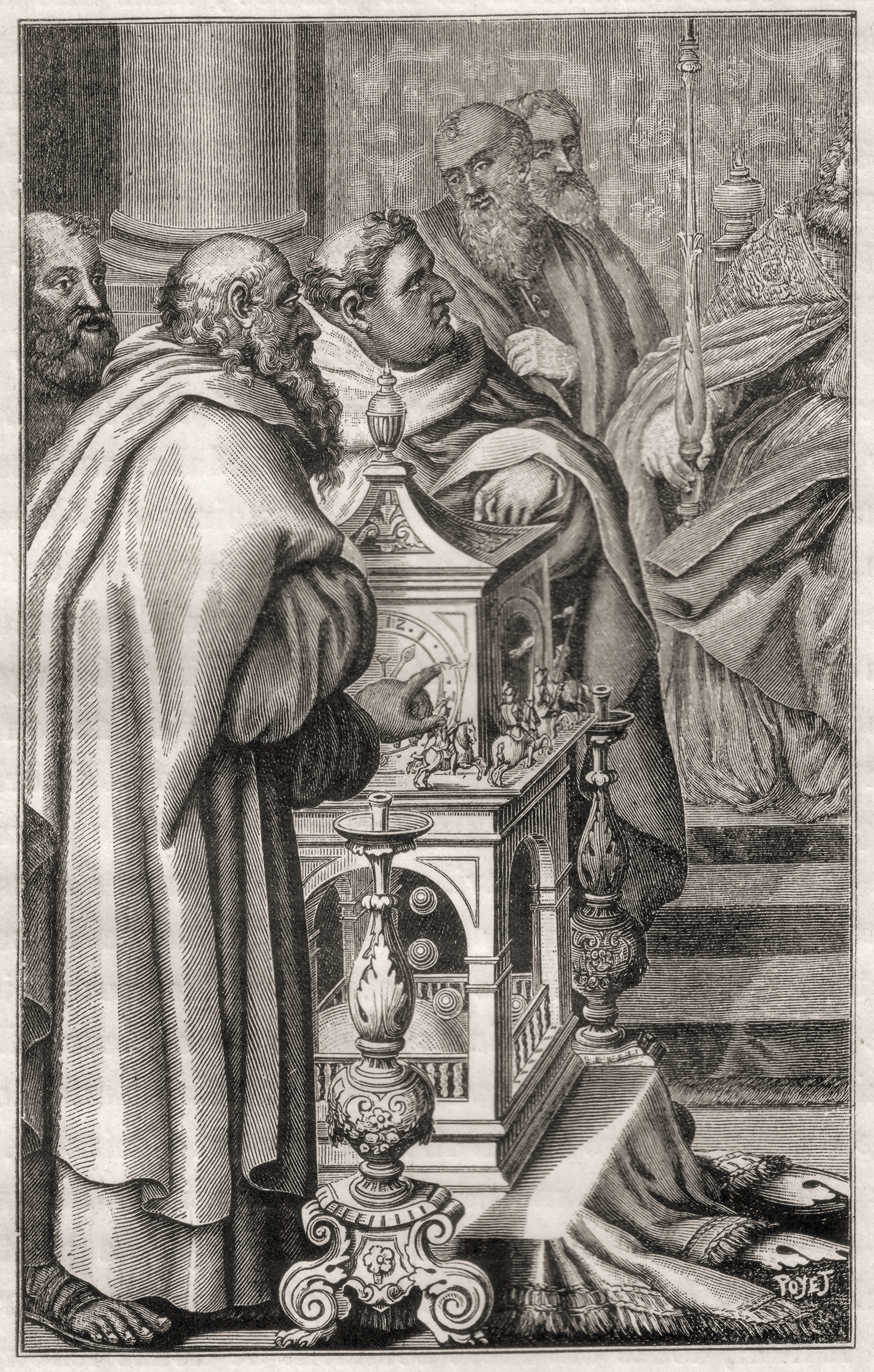
L'« horloge » de Charlemagne.

- En l'an 806, Charlemagne se voit offrir un horologium de prestige par un ambassadeur du calife abbasside de Bagdad, Haroun ar-Rachid ; Cette horloge, souvent décrite dans le détail de ses automates, a parfois été considérée comme une horloge mécanique. Ce n'est qu'au XIXe siècle que les spécialistes l'ont caractérisée comme étant une horloge hydraulique[b] ;
- Plus tard, Pacificus de Vérone († 844) a, lui aussi, été crédité de l'invention d'une horloge considérée comme la première horloge mécanique. Son horologium nocturnum, en fait n'était qu'un tube d'observation s'apparentant un peu au nocturlabe présenté dans un des manuscrits astronomiques de la bibliothèque de l’abbaye du Mont-Saint-Michel[1] ; cette paternité se retrouve encore dans des sources encyclopédiques du XXe siècle ;
- Gerbert d'Aurillac, le pape de l'an 1000, s'est vu attribuer la construction d'une horloge mécanique[2]. Cette erreur est due à un contresens : au début du XIIe siècle, il subsistait à Reims, parmi les preuves du talent de Gerbert, un « horologium arte mechanica compositum » soit « une horloge fabriquée artisanalement ». En 1851, on érigea, à Aurillac, un monument à la gloire de Gerbert. Le socle de la statue est décoré de bas-reliefs de David d'Angers. Sur l'un de ces derniers, on y voit la représentation de « l'horloge de Gerbert », horloge à foliot ainsi qu'un sablier, autre anachronisme reconnu par la communauté scientifique actuelle. Pour l'horloge attribuée à Gerbert, il s'agirait, comme pour Pacificus d'une sorte de nocturlabe[3] ;
- Aux siècles suivants, du XIe siècle au XIIIe siècle, les sources documentaires sont plus fréquentes, mais leur interprétation est toujours aussi ambigüe. Ainsi :
  - un manuscrit précise qu'à la cathédrale de Sens, en 1176, fut créé un corps de marguillers pour s'occuper de l'horloge. En 1198, un règlement stipulait que les hommes de semaine chargés de l'horloge risquaient une amende s'ils ne remontaient pas en temps le mécanisme. En 1867, G. Juillot, membre de la Société Archéologique de la ville en déduit avec certitude que l'horloge est « à poids et à timbre »[c],[4]. A. Ungerer, dans un ouvrage de 1931, en fait une « horloge mécanique », ce qui est encore plus invraisemblable (d'après Gerhard Dohrn-van Rossum, note 4-52.) ;
  - Selon Jocelin de Brakelond (en), en 1198 lors d'un incendie à l'abbaye de Bury St Edmunds, des moines coururent à l'« horloge » chercher de l'eau. Ici pas d'ambiguïté, l'« horologium » est à eau, c'est donc une horloge hydraulique dont le réservoir était assez grand pour aider à éteindre un feu occasionnel.

### Les premières horloges mécaniques
« Les meilleurs historiens de la mesure du temps s'accordent aujourd'hui à situer la naissance de l'horlogerie mécanique à la fin du XIIIe siècle. »
C’est au XIVe siècle qu’on retrouve la mention des plus anciennes horloges à roue et à balancier, dont celles de Richard de Wallingford (abbé de Saint-Alban), de Charles V et du 
duc de Bourgogne.
À cette époque, les horloges hydrauliques sont assez fréquentes dans les monastères et cathédrales. Elles permettent de signaler une heure canoniale spécifique aux communautés. Ces machines, de plus en plus sophistiquées, se voient adjoindre des systèmes de réveil automatiques dont nous ne savons pas grand-chose aujourd'hui.

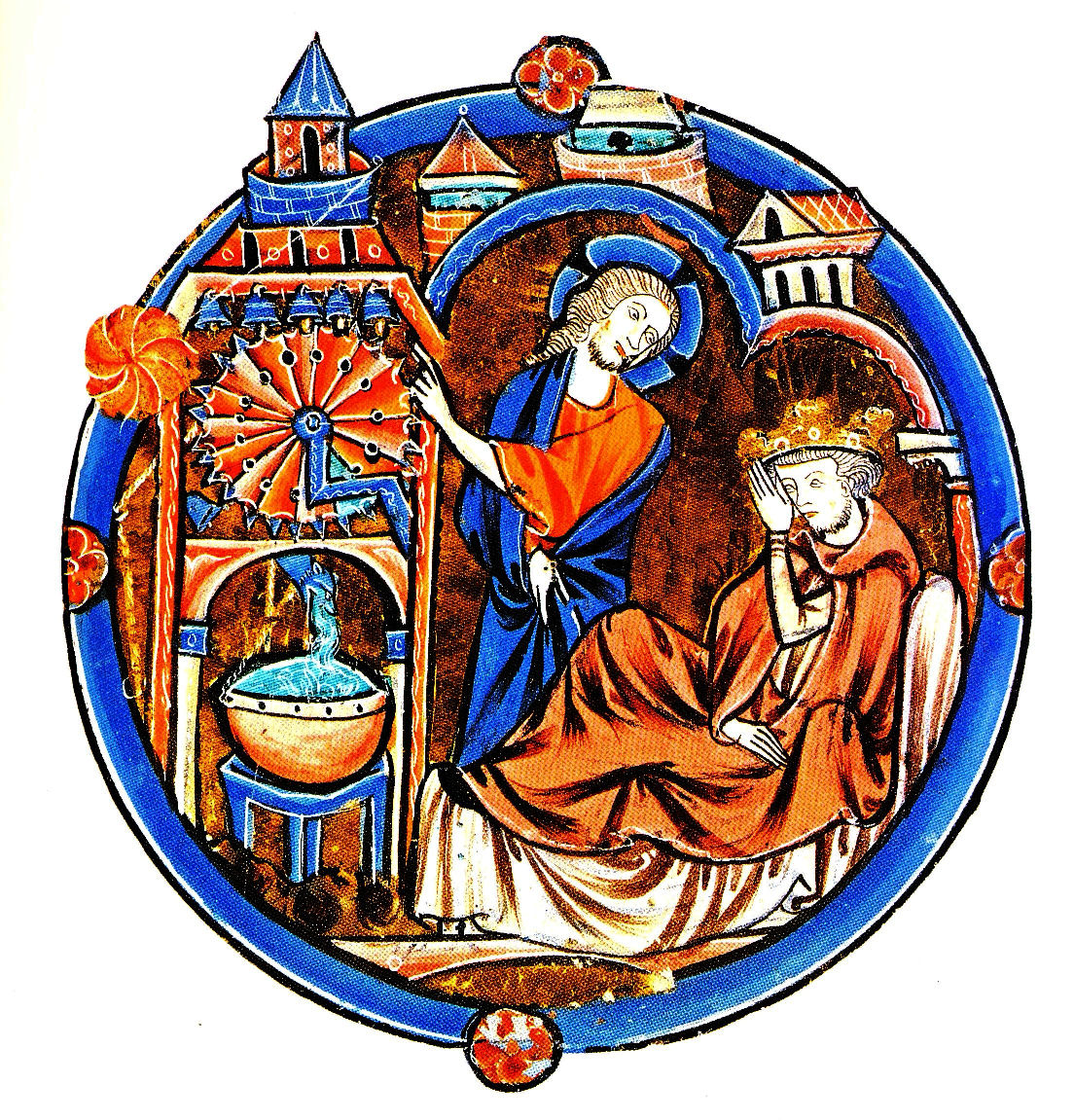
Horloge à eau et système de sonnerie, ca. 1250.
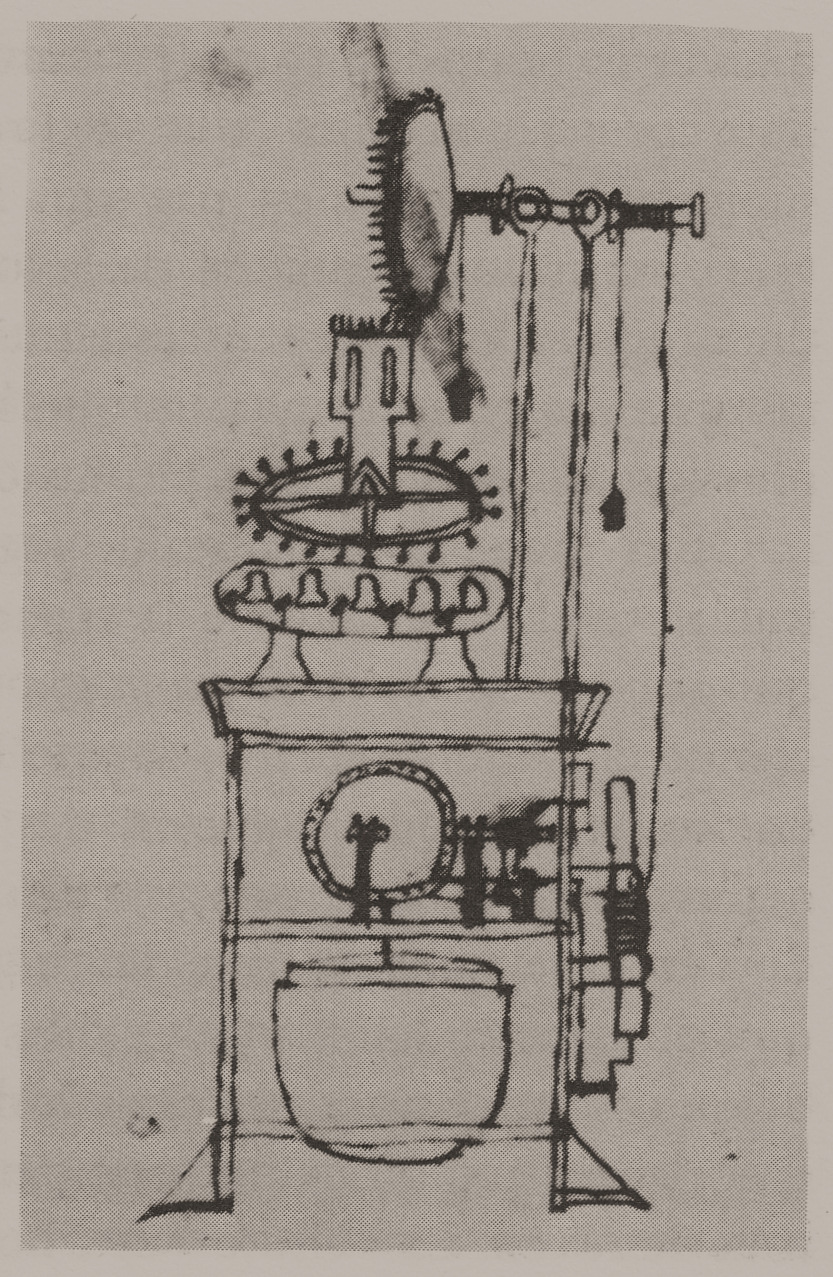
Carillon entraîné hydrauliquement, ca. 1300.

Néanmoins, dans l'ouvrage de Gerhard Dohrn-van Rossum, on peut lire qu'en Europe, entre 1280 et 1320, il y a une augmentation du nombre de mentions de l'existence d'« horloges » et d'« horologes » dans les registres paroissiaux, ce qui tend à prouver qu'un nouveau type de mécanisme d'horloge avait été conçu. Cette piste sur l'origine des horloges mécaniques est confortée par des évènements qui jalonnent la première jeunesse du nouveau média.

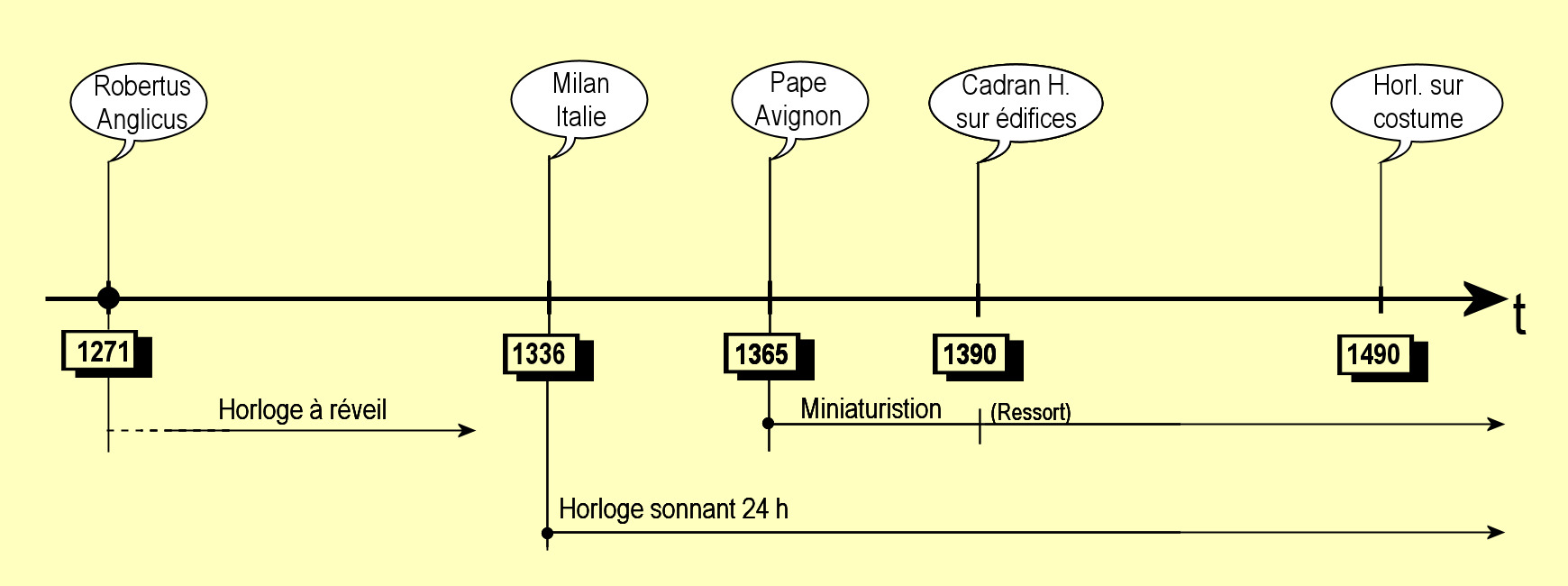
Évènements jalonnant la première jeunesse de l'horloge mécanique.

#### 1271: une invention imminente

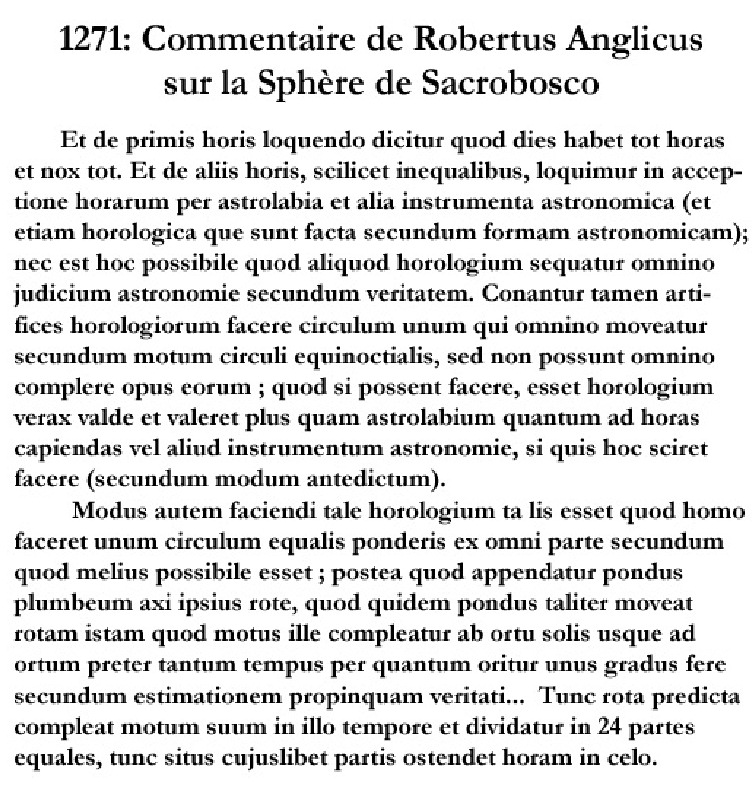
Commentaire de Robert l'Anglais.

En 1941, Lynn Thorndike a publié un texte de la plus haute importance pour l'histoire des horloges mécaniques. Ce texte - probablement le plus ancien témoignage sur les horloges, daté du 13 avril 1271 - concerne un commentaire de Robert l'Anglais dit Robertus Anglicus sur La sphère de Sacrobosco, où il est dit sommairement :
- qu'une roue qui puisse tourner uniformément sur vingt-quatre heures (pour donner les heures équinoxiales) n'est pas au point ;
- mais que les recherches des horlogers sont engagées dans ce sens ;
- Robertus fait alors ses propositions pour une roue mue par un poids (sans évoquer le problème de l'accélération du mouvement de ce système).

Ce qui veut dire qu'à cette date l'horloge mécanique n'en est qu'au stade de la recherche. On peut considérer pour simplifier que 1270 est la date « au plus tôt » pour cette invention, ce qui, en termes érudits, se note « terminus ante quem non ».

#### 1270 - 1330: l'invention
« Le passage à l'heure mécanique ne s'est pas traduit dans le langage », il n'a pas provoqué de changement de terminologie : on a simplement conservé le terme d’horologium, le même que pour les horloges à eau.

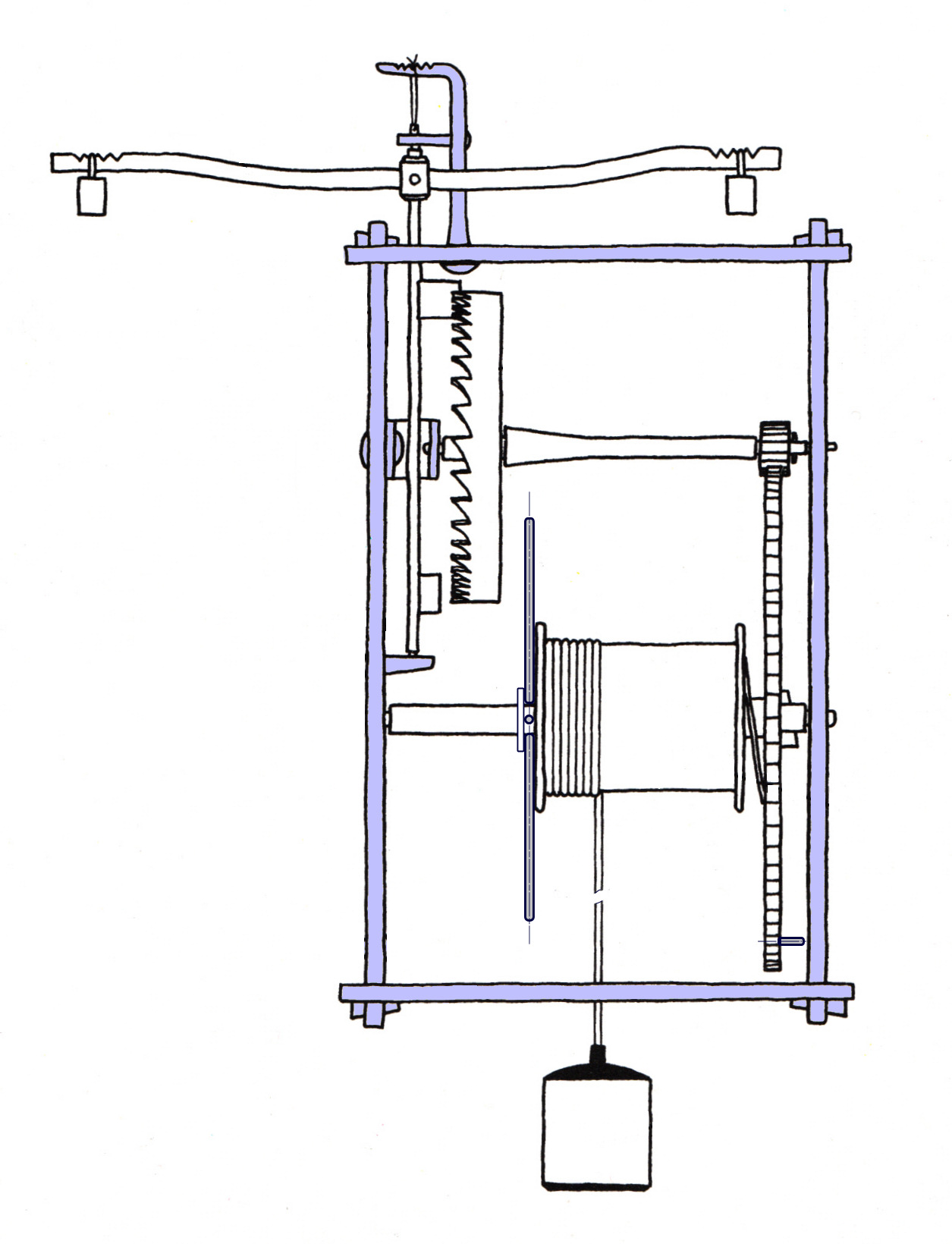
Mécanisme possible d'une horloge à foliot du XIVe siècle, sans le système de sonnerie.

Si les mentions de plus en plus fréquentes d'« horologia » dans les registres paroissiaux incitent à penser qu'une nouvelle technologie est apparue à cette époque, la difficulté d'interprétation est récurrente : s'agit-il d'« horologia » hydrauliques ou mécaniques ?
On trouve plus de trente témoignages pour toute l'Europe référencés pour cette période. Dans ces textes, on constate l'achat de fer et de poids ainsi que l'acquisition d'horloges de prix dans les monastères, les cathédrales et les demeures princières. Ces prix sont souvent considérables : six marks pour l'horloge du couvent de Colmar en 1278, trente livres pour celle de Canterbury en 1292, cinquante livres pour une simple réparation [ou transformation ?] de l'horloge de la cathédrale de Sens en 1319,.
Petit à petit, l'horloge mécanique, dont le mouvement est constamment entretenu par un poids moteur, va se substituer à la fastidieuse horloge à eau qu'il faut sans cesse nettoyer et remplir ou vider. Il semble que ces premières horloges - comme les horloges à eau - aient eu pour première fonction de sonner une heure particulière (réveil par exemple) et un peu plus tard sonner plusieurs heures de la journée ; ces horloges étaient « aveugles » : elles ne possédaient pas de cadran ! Le déclenchement de la sonnerie devait s'effectuer à partir de cheville(s) situées sur une roue du mécanisme.
Description élémentaire du mécanisme :
- en bas, l'élément moteur, composé d'un poids accroché à une corde enroulée sur un tambour. Il donne le mouvement de rotation de l'arbre où se trouve la roue des heures avec sa cheville pour activer une sonnerie ;
- un engrenage composé de la roue des heures et d'un pignon qui va entraîner l'élément régulateur ;
- l'élément régulateur composé de l'échappement, c'est-à-dire la roue de rencontre verticale, agissant sur la verge à palettes qui donne son mouvement oscillatoire au foliot.

Ce transfert de technologie, de l'énergie hydraulique vers l'énergie mécanique conserve sa finalité première : sonner une heure particulière ; aussi cette invention est-elle restée pratiquement anonyme. Ce n'est qu'un peu plus tard, en 1336, qu'une innovation considérable bouleversera l'histoire de l'horlogerie.

#### 1336: la première horloge sonnant les heures
C'est à Milan, en 1336, qu'une horloge particulière est installée sur un clocher de la ville. Sa particularité, sonner les vingt-quatre heures du jour avec un nombre de coups correspondant à l'heure du moment : 
Cette façon admirable de sonner automatiquement les heures, utile pour toutes les catégories de la population, est une véritable innovation. C'est ce nouveau principe de sonnerie, fascinant, qui sera le déclencheur de la diffusion des horloges « sonnantes ».

L'innovation, horloge sonnant les heures
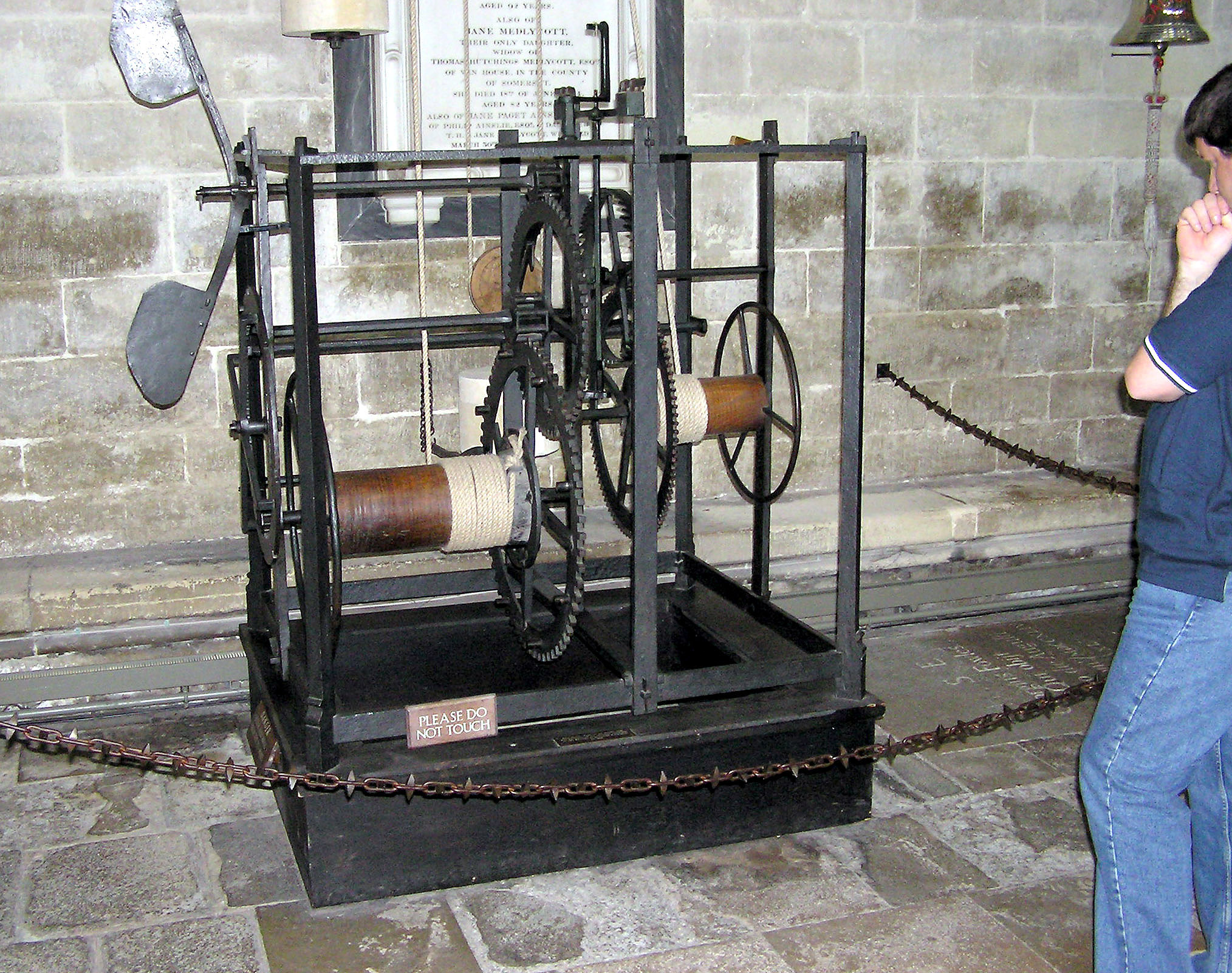
1386, l'horloge de la cathédrale de Salisbury,
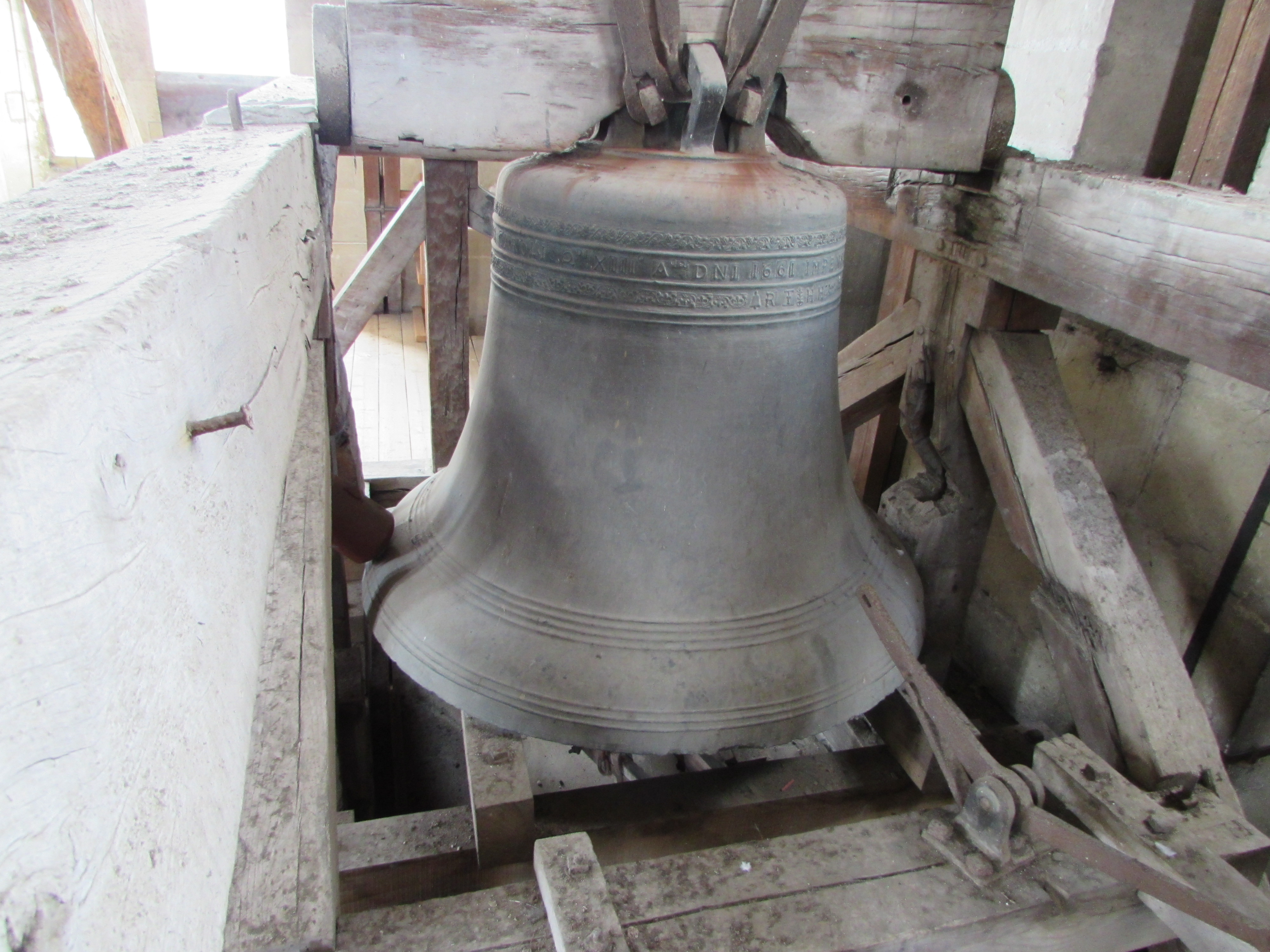
et sa cloche des heures.

#### 1350 - 1500: diffusion et évolution succincte
Fortes de leur succès auprès des populations, les horloges sonnantes vont rapidement se propager ; les villes italiennes seront leur seul berceau dans la première moitié du XIVe siècle, puis elles essaimeront dans toute l'Europe au cours des cinquante années suivantes.
Avec le temps, les nouveaux besoins et le progrès technique elles vont aussi s'exposer, se complexifier, se miniaturiser :
- ainsi, pour visualiser les heures, l'horloge sera-t-elle munie d'un cadran divisé en vingt-quatre heures. Celui-ci tournait à l'origine devant un index fixe[h], puis, il deviendra statique avec une unique aiguille des heures. Sa division - en vingt-quatre heures - n'étant pas pratique pour lire et surtout compter les heures sonnantes, le cadran se simplifiera avec une chiffraison de douze heures[10]. L'horloge prendra alors place en haut des tours, clochers et beffrois où elle sera visible et entendue de tous, ceci dès avant les années 1400 ;

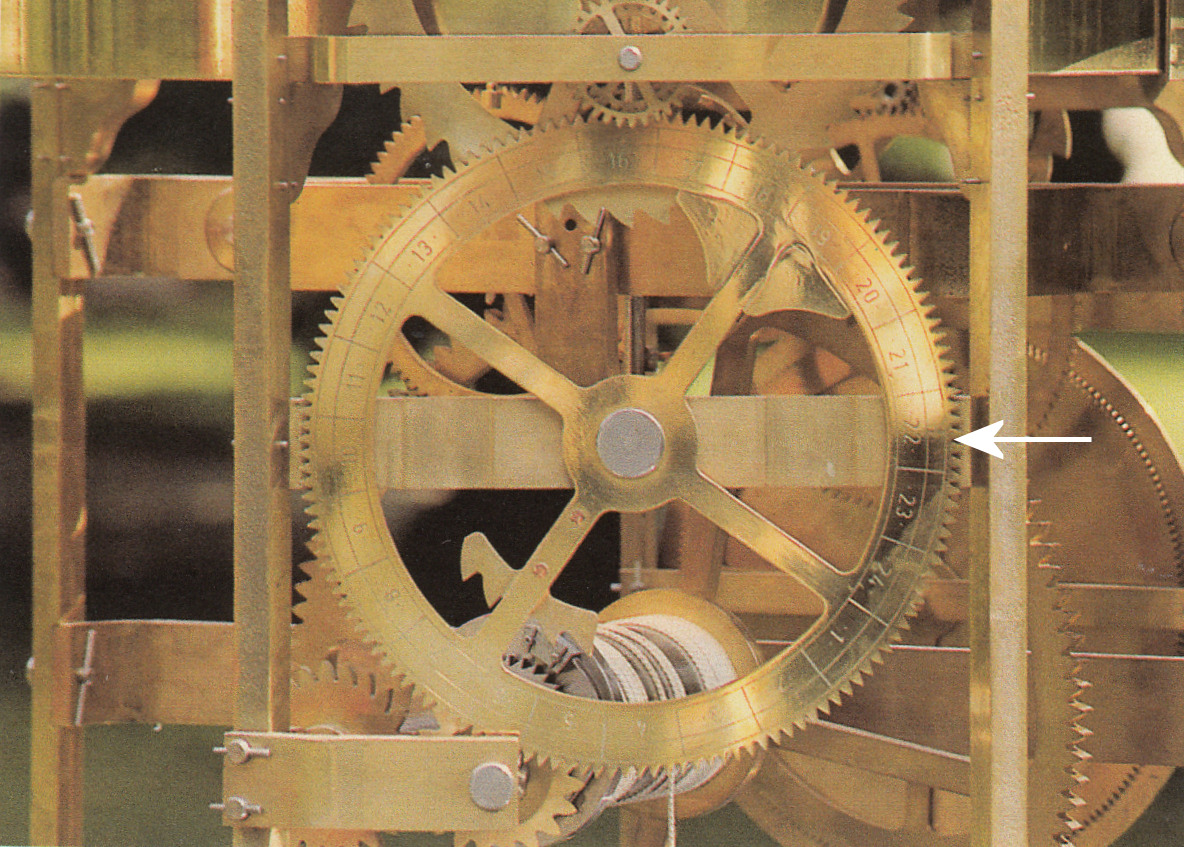
Roue des 24 heures de l'Astrarium de Dondi : il est 22 heures à l'index (1348-1364).
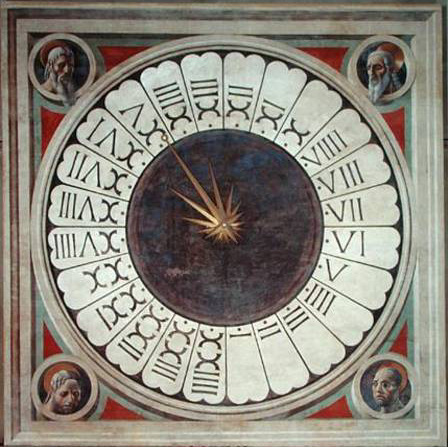
Horloge 24 heures du Duomo de Florence à chiffraison antihoraire (1443).
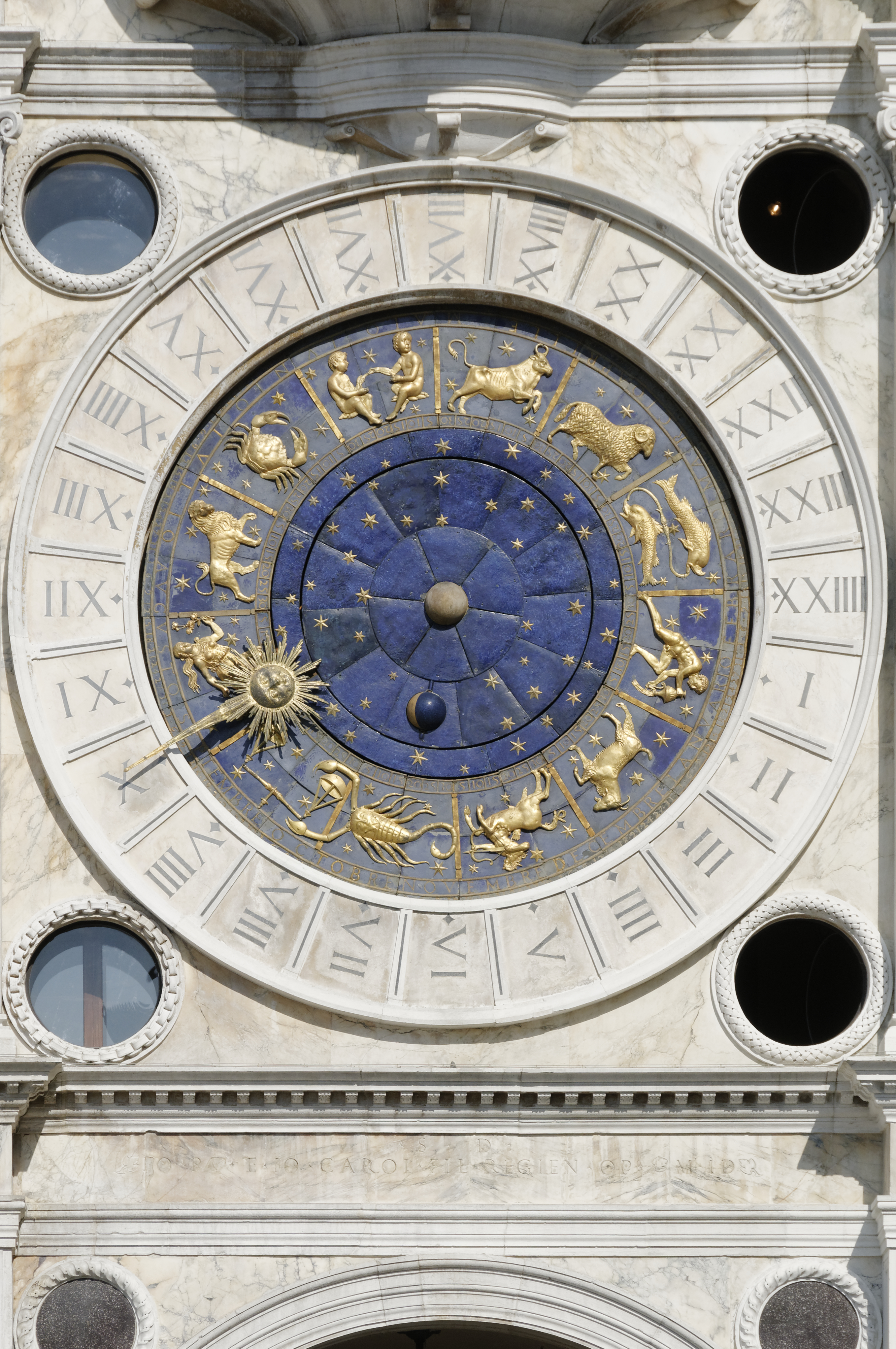
Horloge 24 heures de la place Saint-Marc, Venise (fin du XVe siècle).
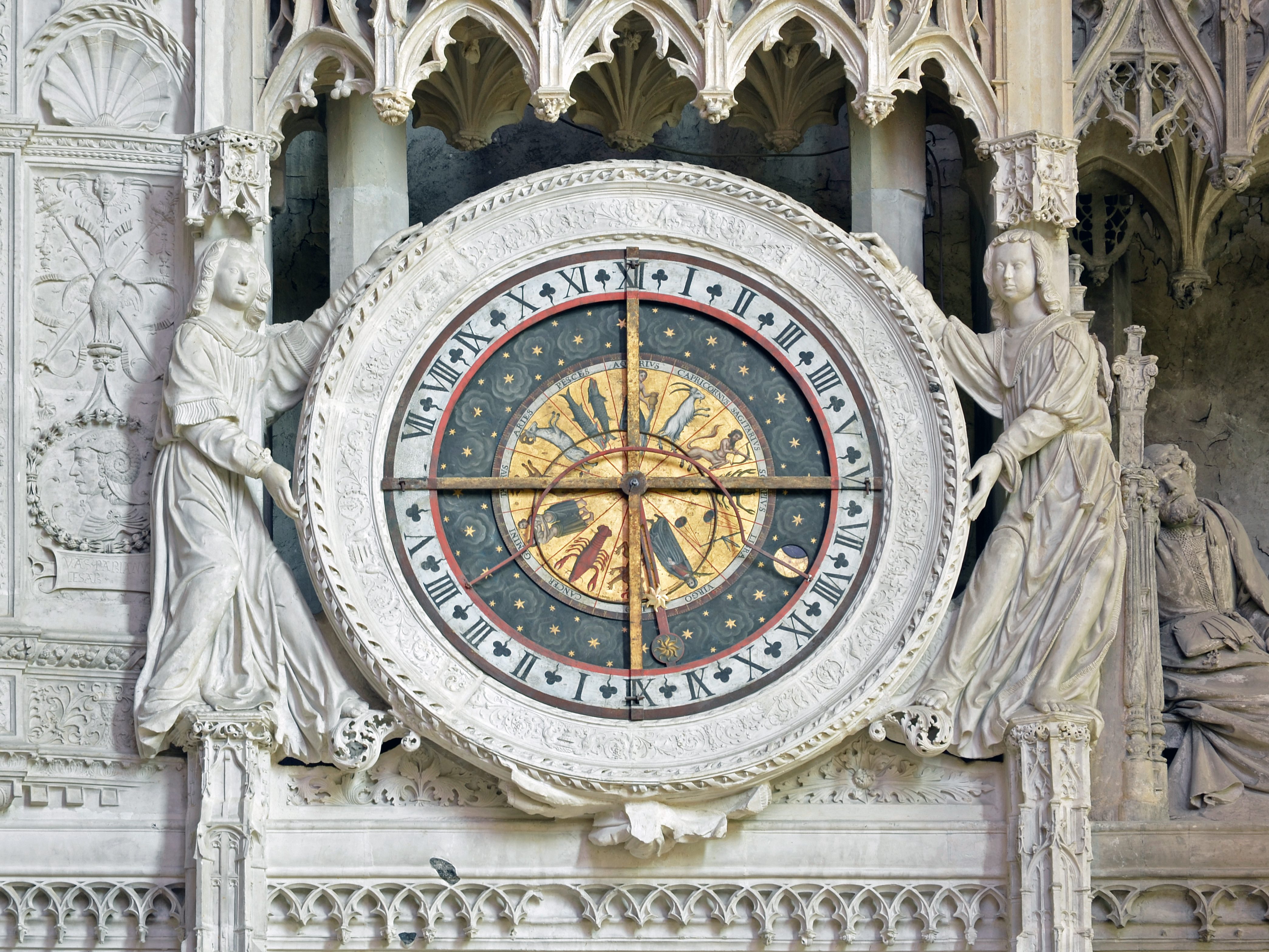
Horloge 2 fois 12 heures de la cathédrale de Chartres (1528).
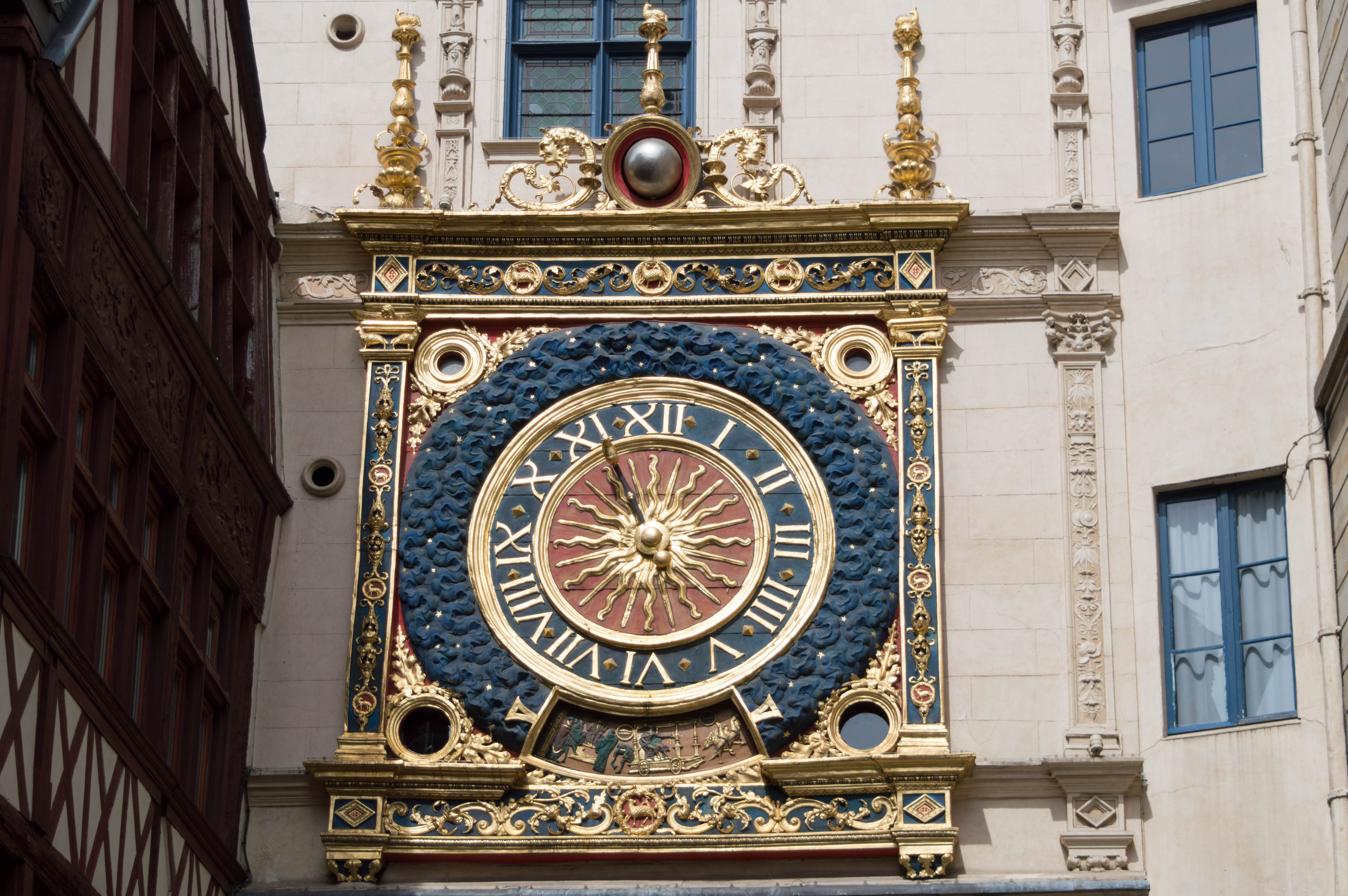
Horloge 12 heures du Gros-Horloge de Rouen (cadran 1527).

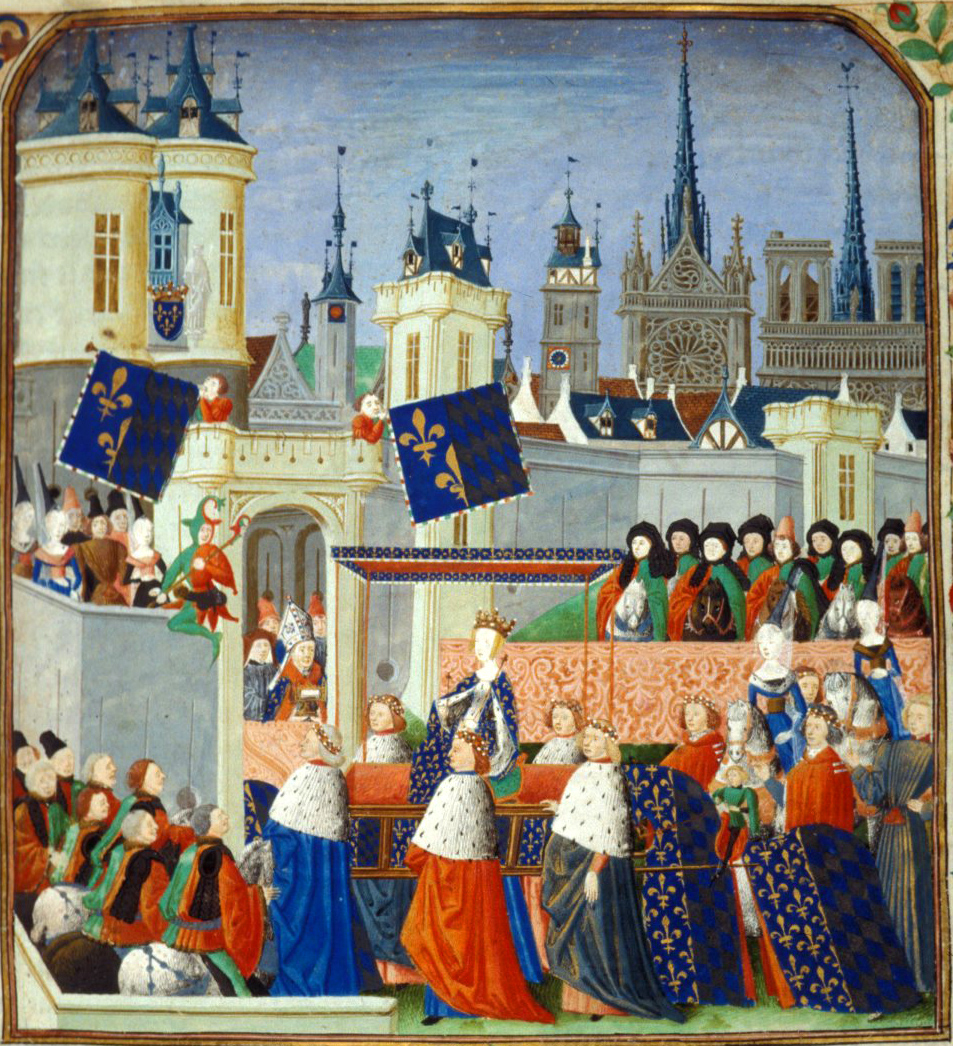
Horloges sur un beffroi et un clocher d'église à Paris (scène de 1398, peinte en 1470). British Library, Londres.

- en plus de la simple indication des heures, très rapidement, des horloges particulières ou de prestige indiqueront d'autres informations astronomiques : l'horloge astronomique de Richard de Wallingford[14], entre 1327 et 1356 d'une part et l'astrarium de Giovanni Dondi, vers 1360 en sont les premiers exemples ; l'horloge astronomique de Prague érigée en 1410 en sera un des plus beaux fleurons ;

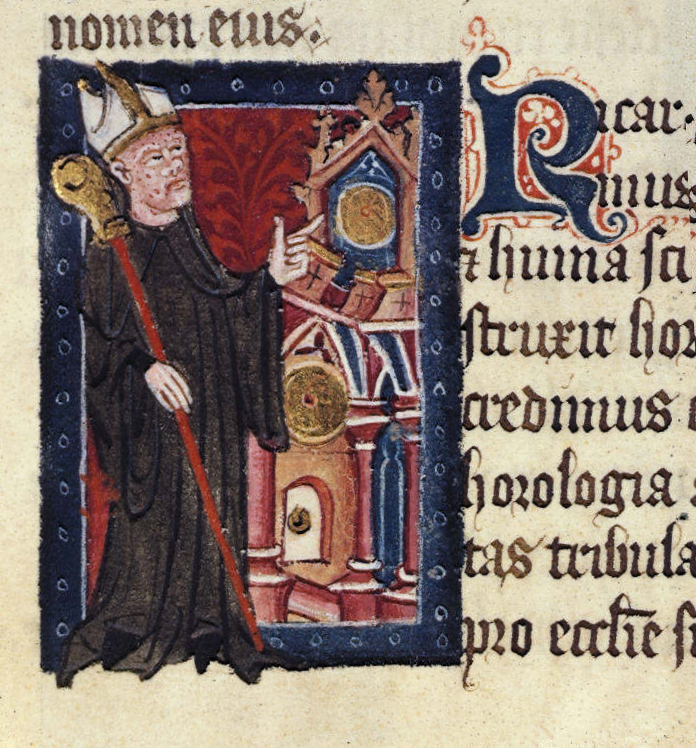
L'horloge de Richard de Wallingford (ca. 1340).
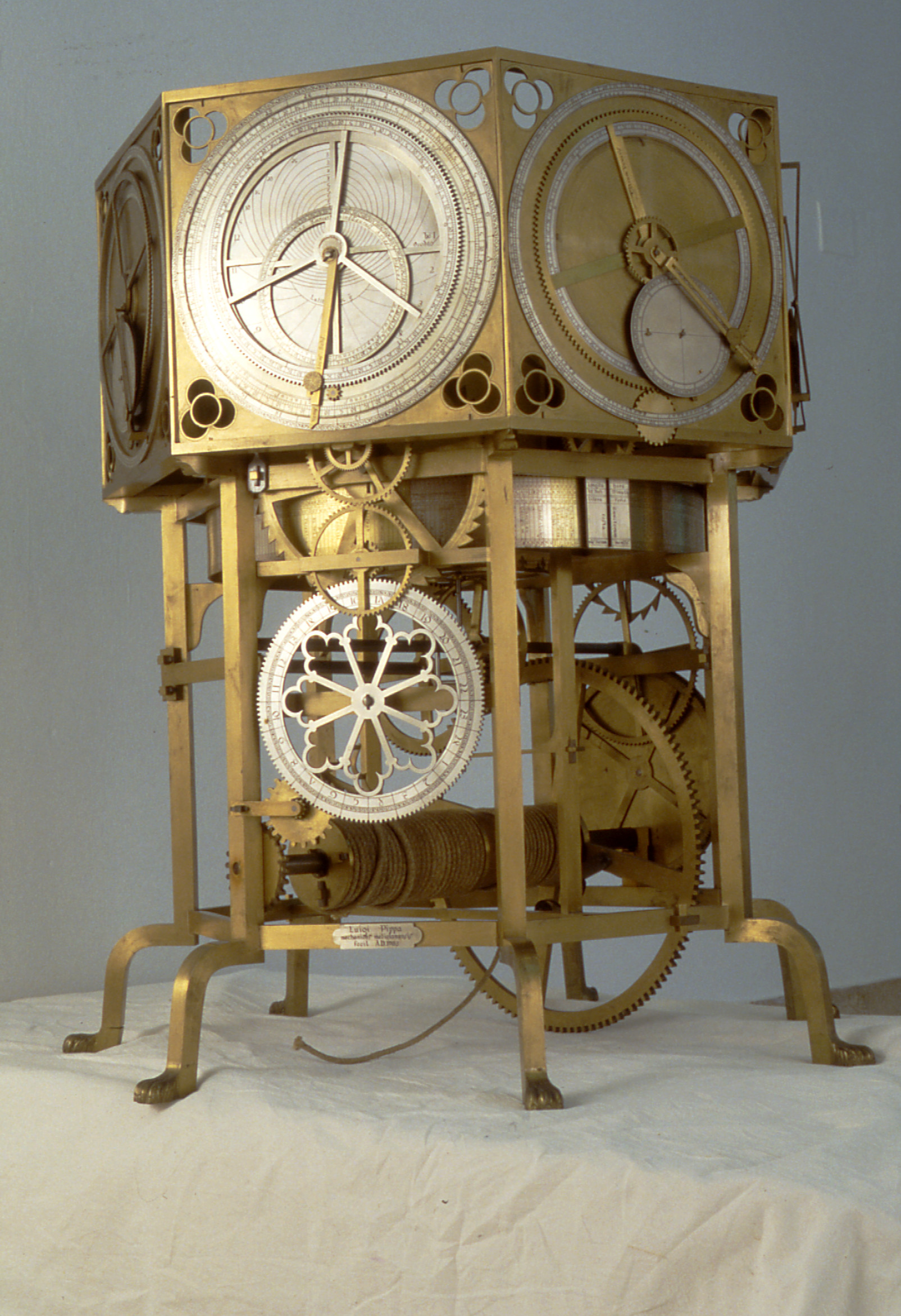
L'astrarium de Dondi (ca. 1360).
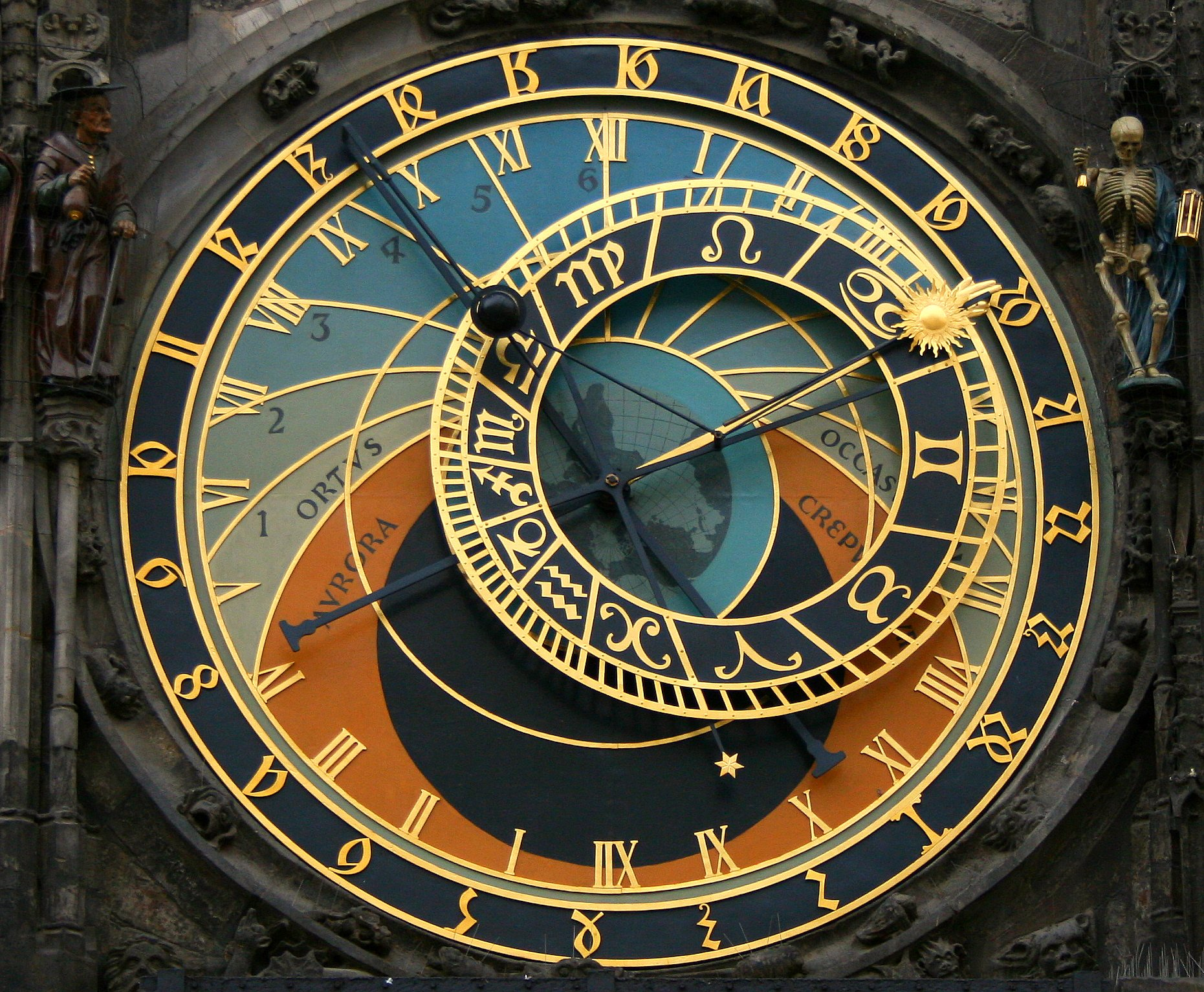
L'horloge astronomique de Prague (ca. 1500).

- les riches seigneurs voudront leur horloge murale à poids-moteur dans leur demeure : le roi de France Philippe Le Bel dès 1314[i], le pape en Avignon, dès 1365 et le roi de France, Charles V, en 1377. Les progrès techniques dont l'invention du ressort spirale plat, dès avant 1390, en Italie, favoriseront la miniaturisation qui mènera aux premières horloges de table ; cent ans plus tard, apparaitront les premières montres : les hommes de Cour porteront dès 1490 des horloges sonnantes sur leurs costumes d'apparat.

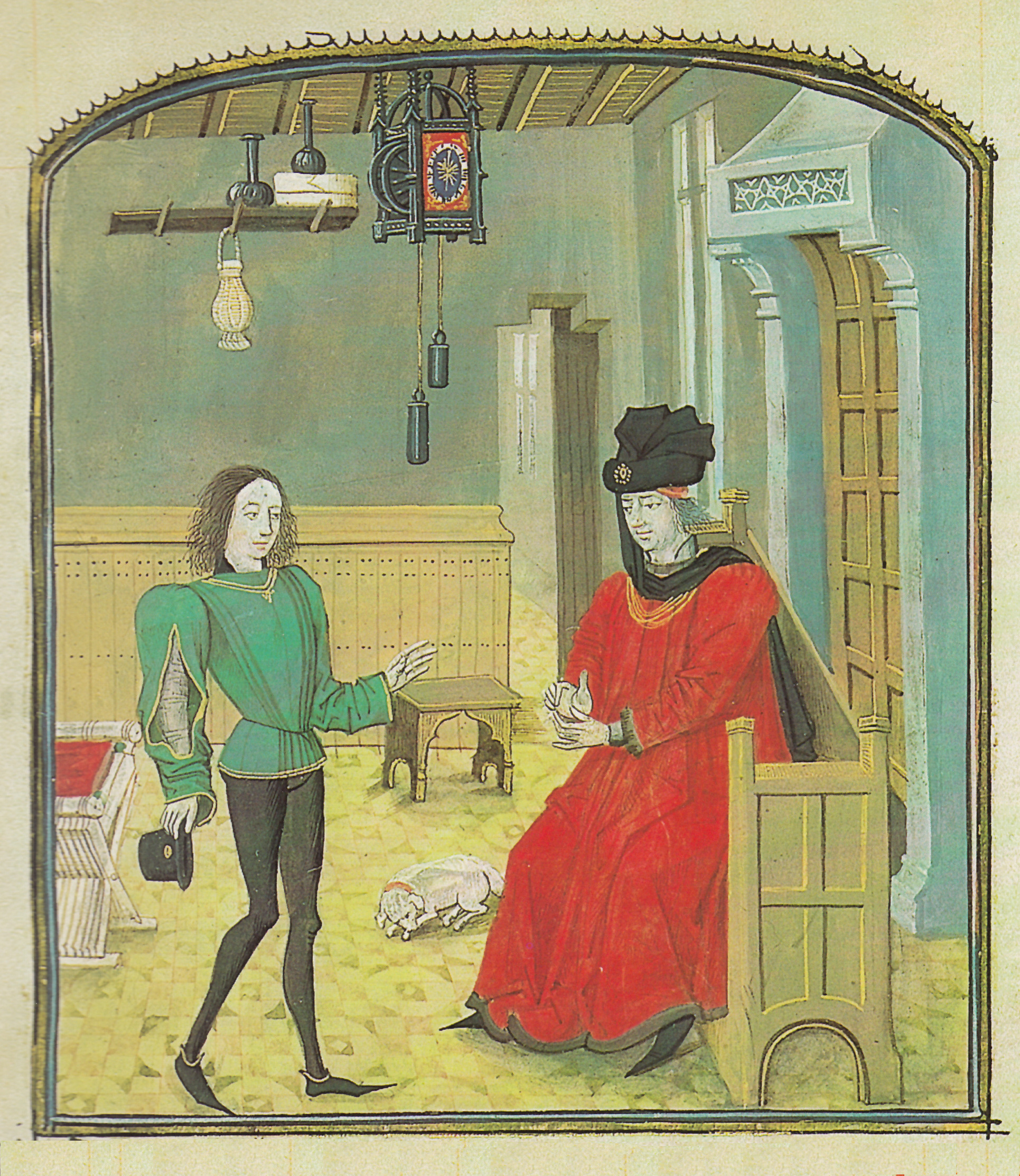
Horloge murale à poids moteur (XVe siècle).
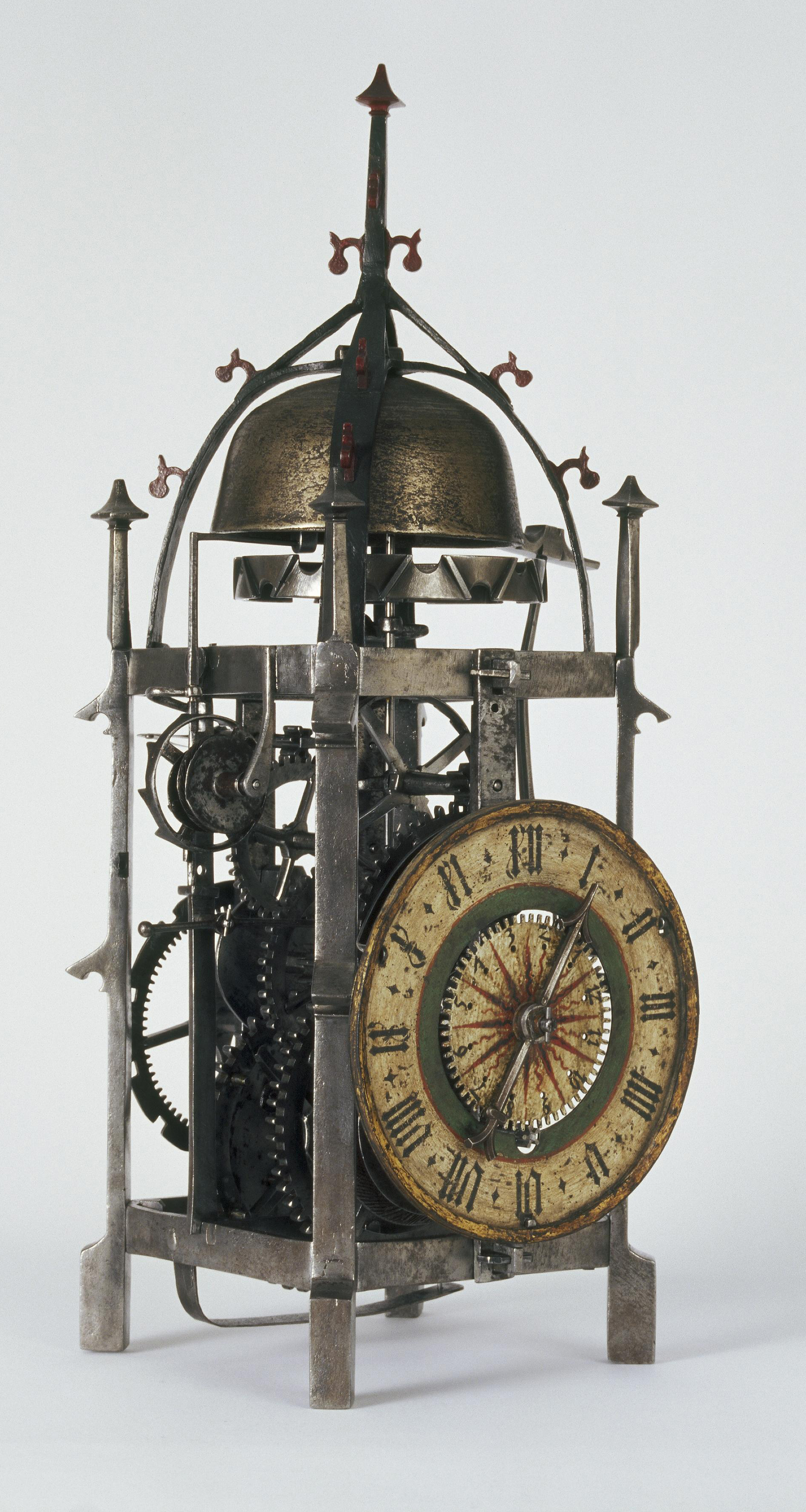
Horloge domestique (XVIe siècle).
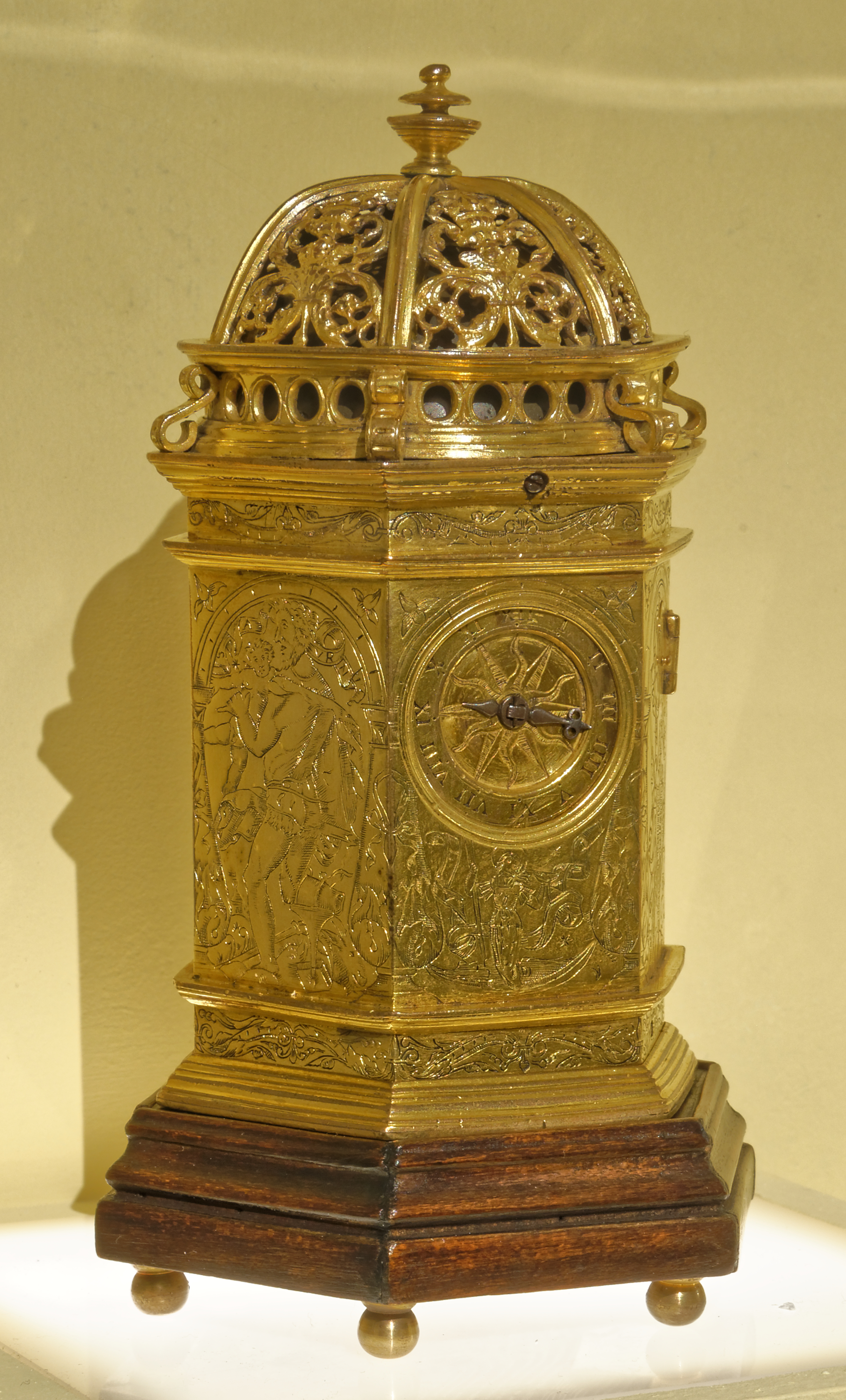
Horloge de table de Noêl Dauville (1548).
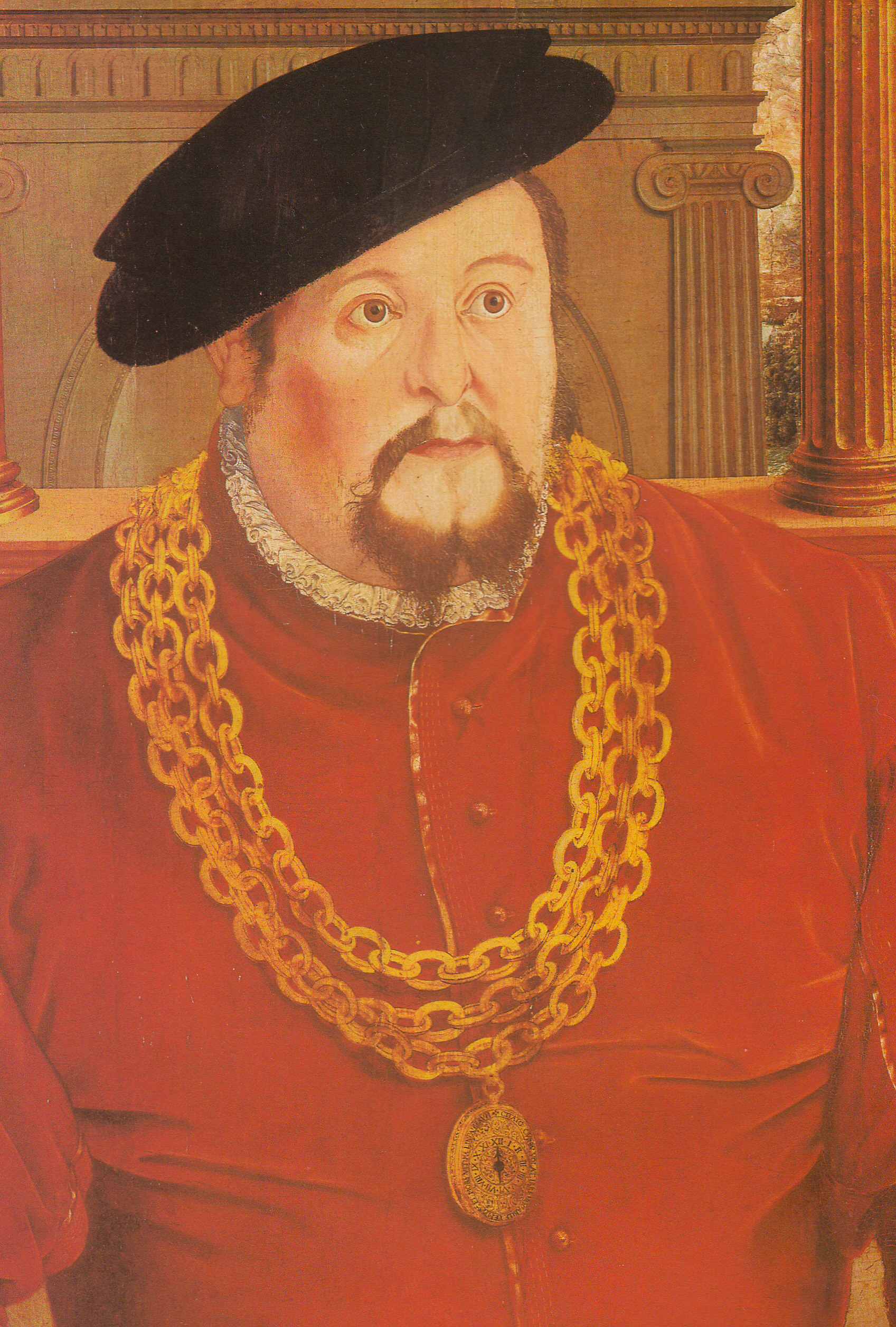
Montre sur habit d'apparat (1567).
montre de table de Peter Grundel (1576).

### Inventaire sommaire
Différentes sources, non exhaustives, nous informent sur les premières horloges trouvées à travers la lecture des archives. Cet inventaire concerne - fin 2016 - plus de 400 horloges. Leur recensement permet de suivre leur distribution dans le courant des premiers siècles de leur existence : voir ci-dessous une représentation partielle de cette distribution pour la période 1278-1400.

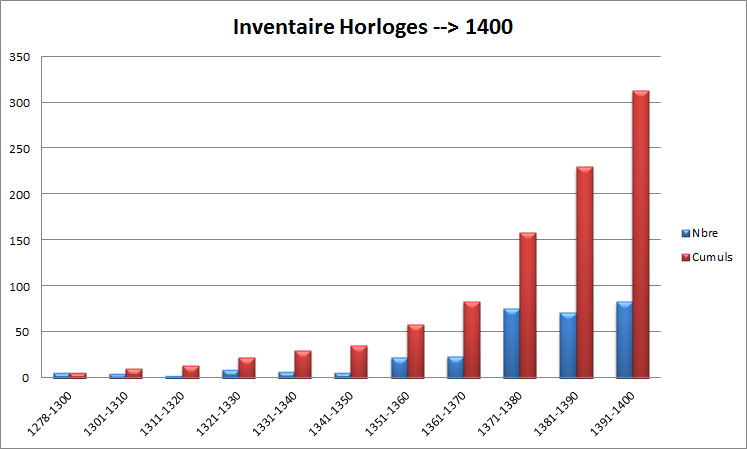
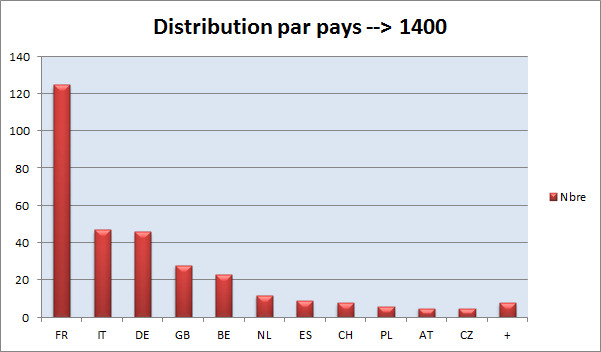

## Différents types d'horloges
Depuis leur origine, elles se sont considérablement complexifiées ; on peut les aborder dans un ordre qui suit grossièrement leur évolution :
- les horloges à poids et à foliot : les horloges d'édifices et les horloges publiques, les horloges monumentales, les horloges astronomiques;
- Les horloges à pendule : les comtoises, les régulateurs ;
- leurs miniaturisations : les horloges à ressort dites de table, les pendules, les montres mécaniques ;
- leurs dérivées : les horloges pneumatiques, électriques, les horloges et montres à quartz, les horloges atomiques, etc.

### Horloges à poids et à foliot

#### Horloges monumentales
Ce sont des horloges de grande taille. À l'origine à poids et à foliot, elles ont suivi l'évolution et leur rénovation en a fait bien souvent des horloges à pendule puis des horloges électriques. Elles se trouvent souvent sur des bâtiments officiels comme des bâtiments gouvernementaux, des églises ou des gares.
Voir une liste non exhaustive des horloges monumentales : Horloge monumentale

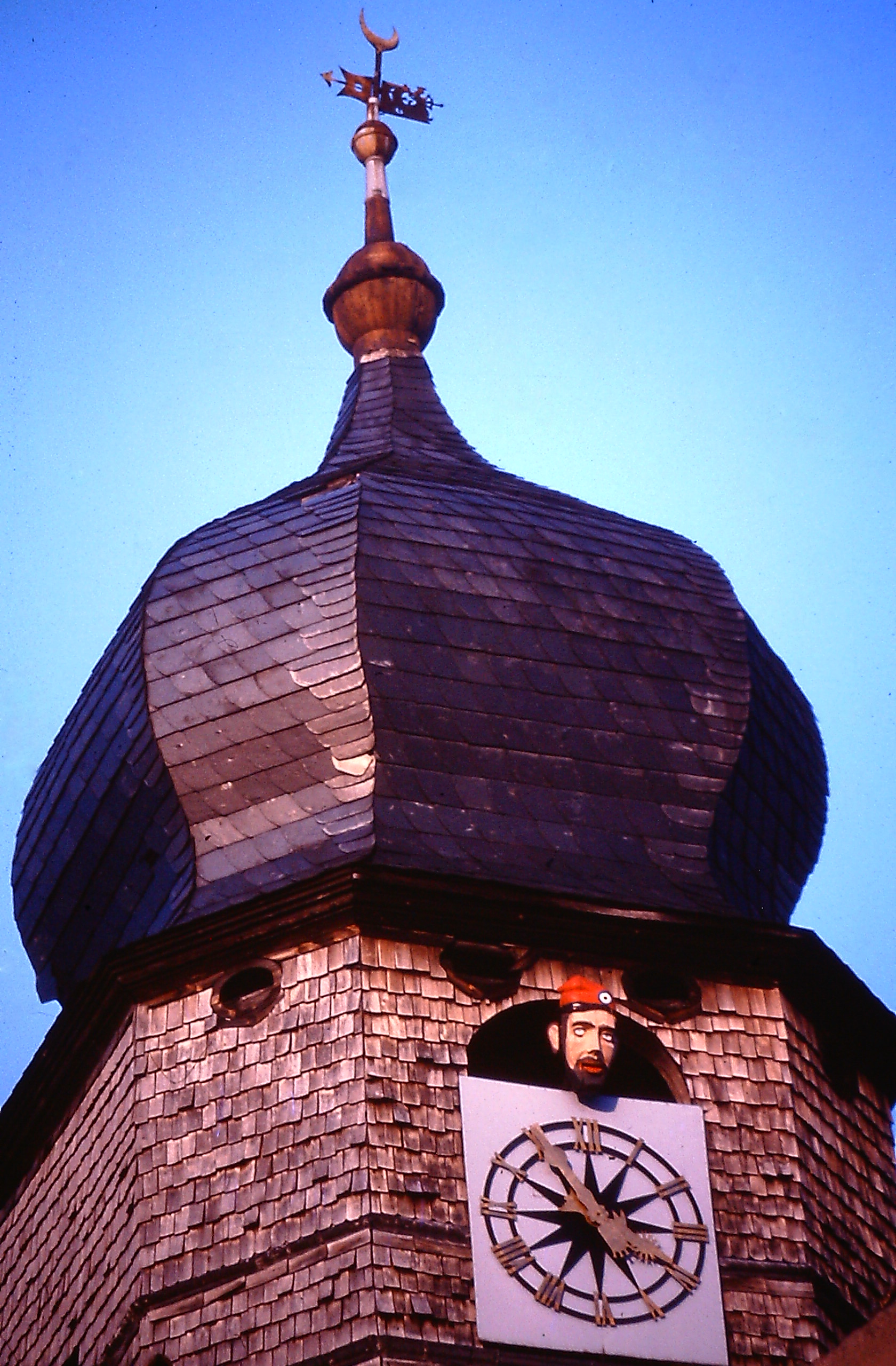
Horloge du clocher de la mairie de Mutzig avec un automate.
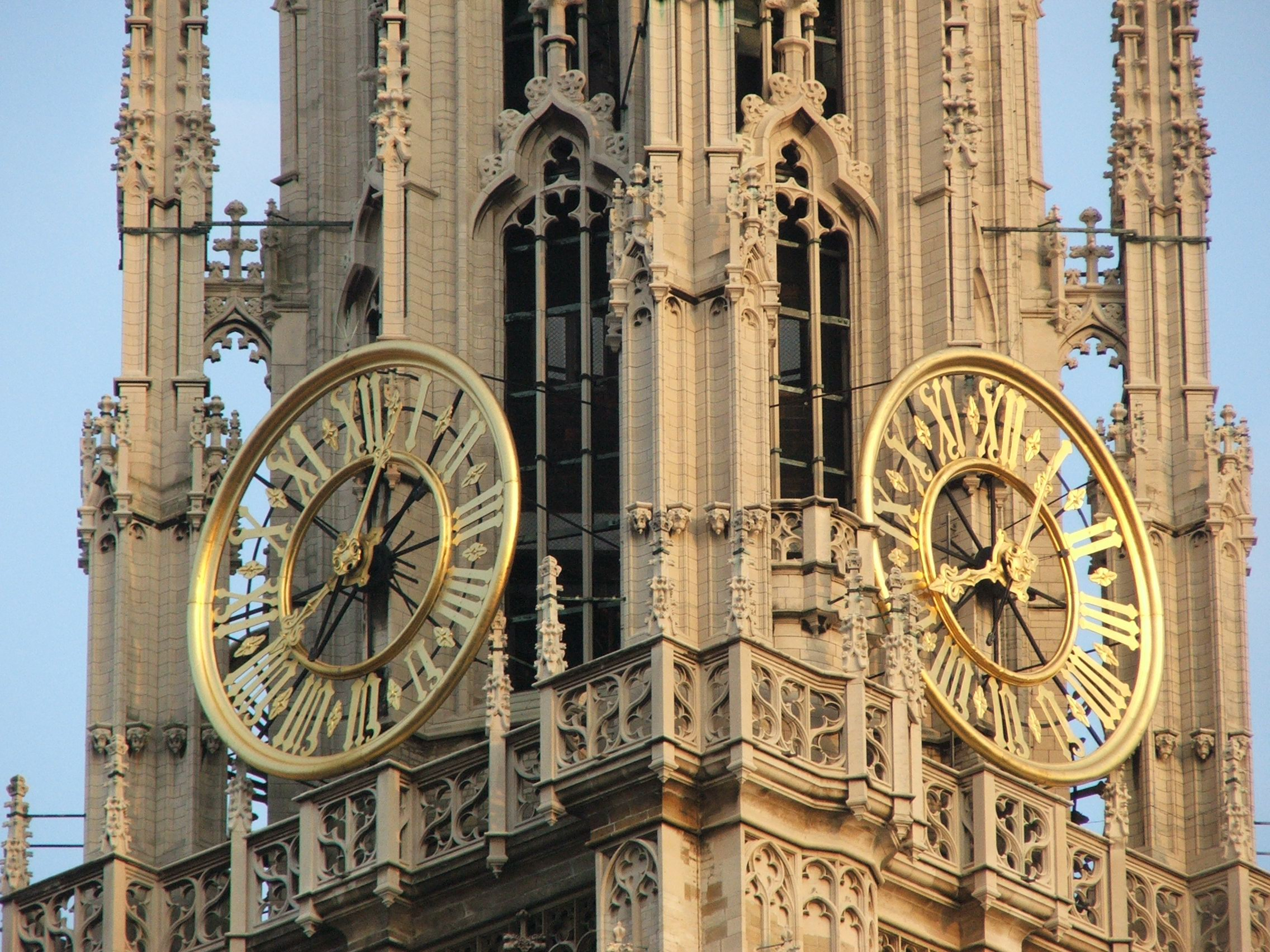
Horloge de la cathédrale Notre-Dame d'Anvers.
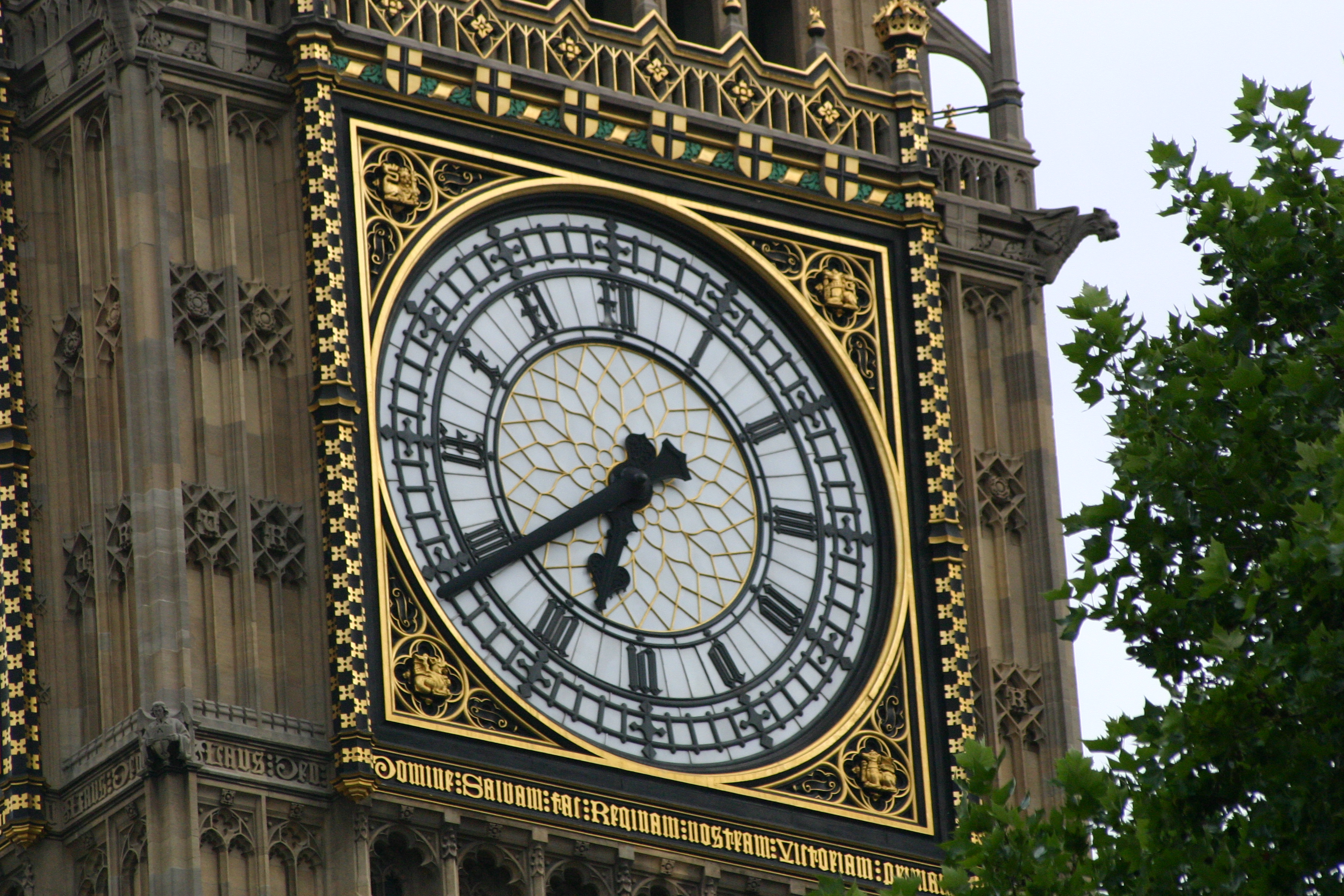
L'horloge de Big Ben.
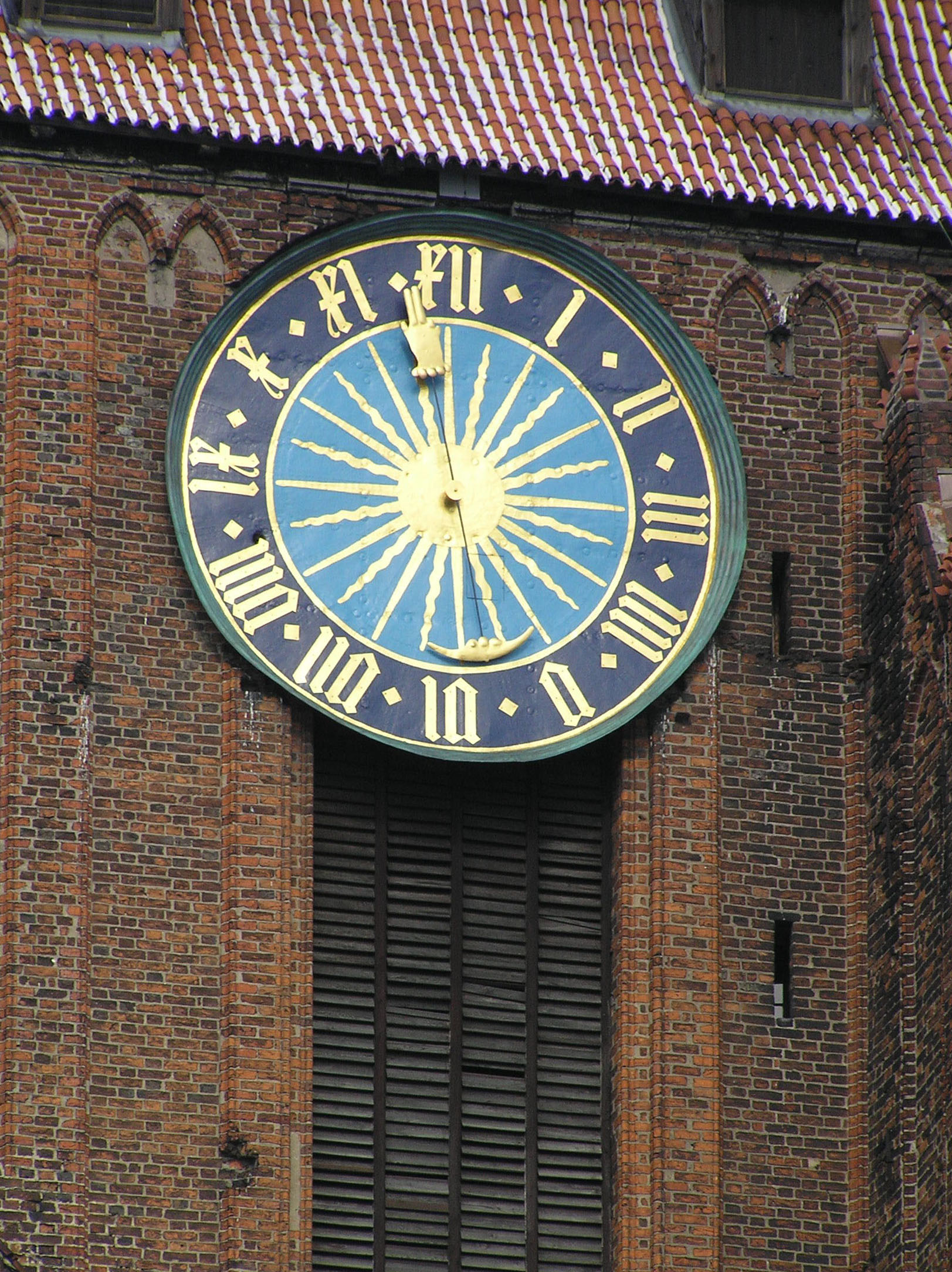
Horloge « du doigt de Dieu » à Toruń en Pologne.
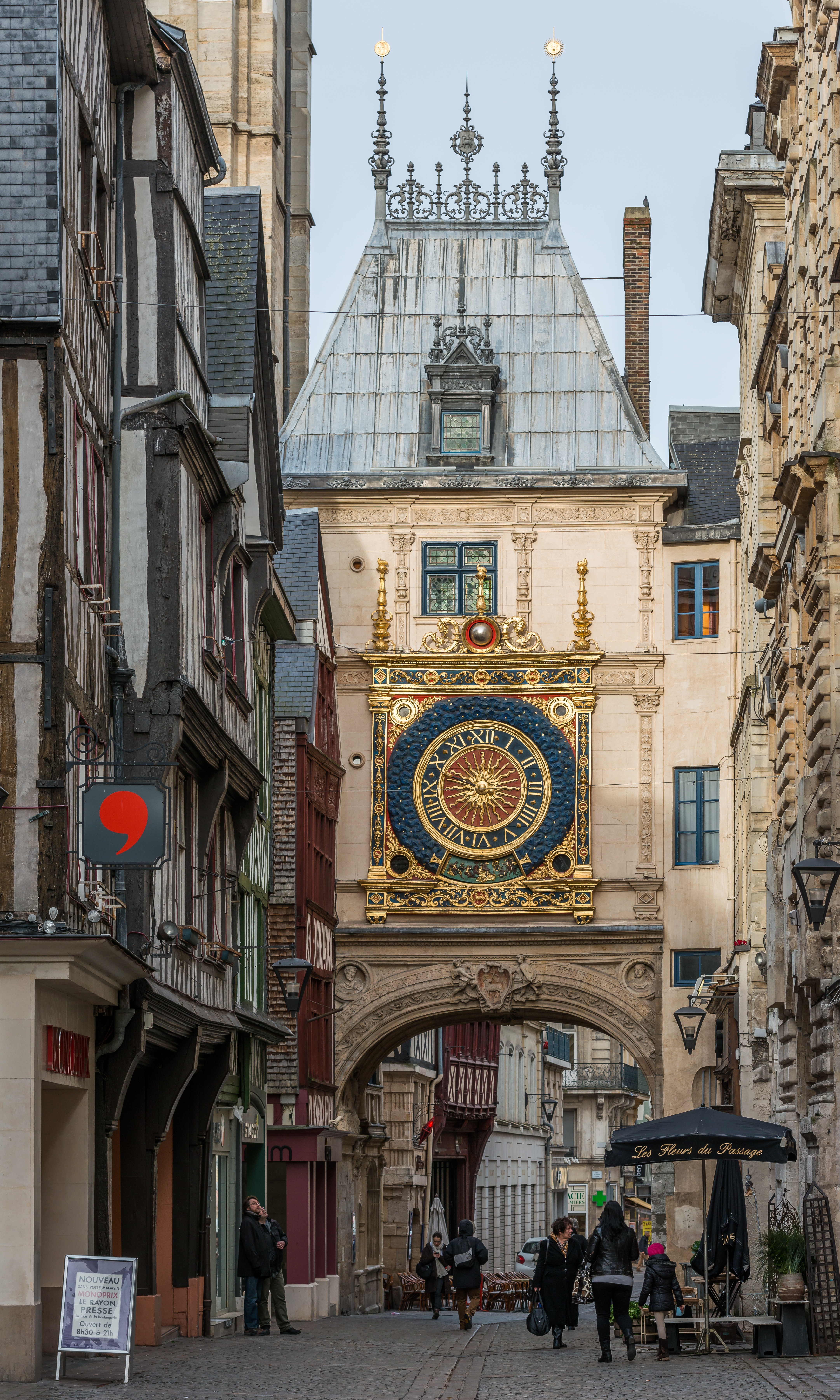
Gros-Horloge à Rouen.
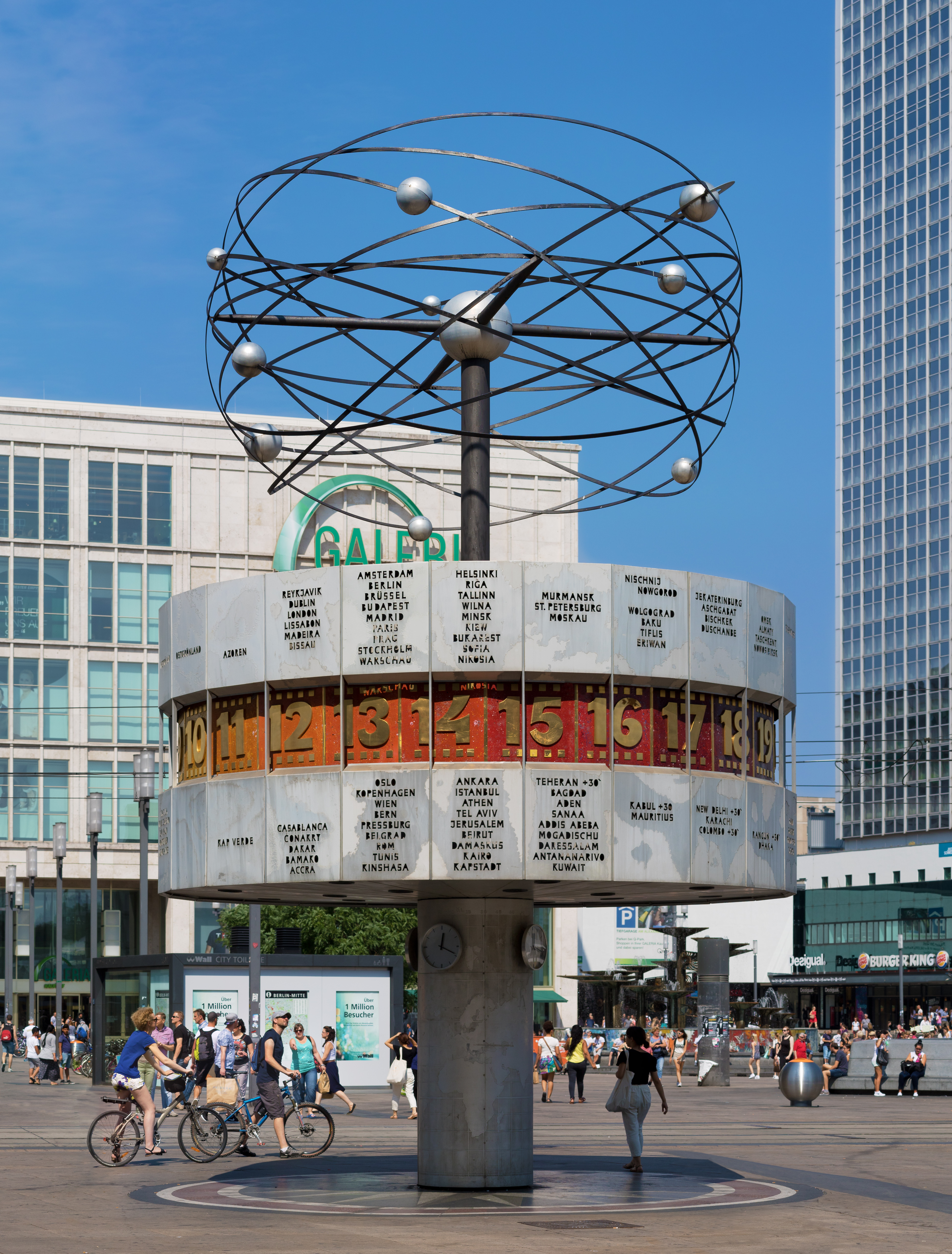
Horloge mondiale de Berlin.
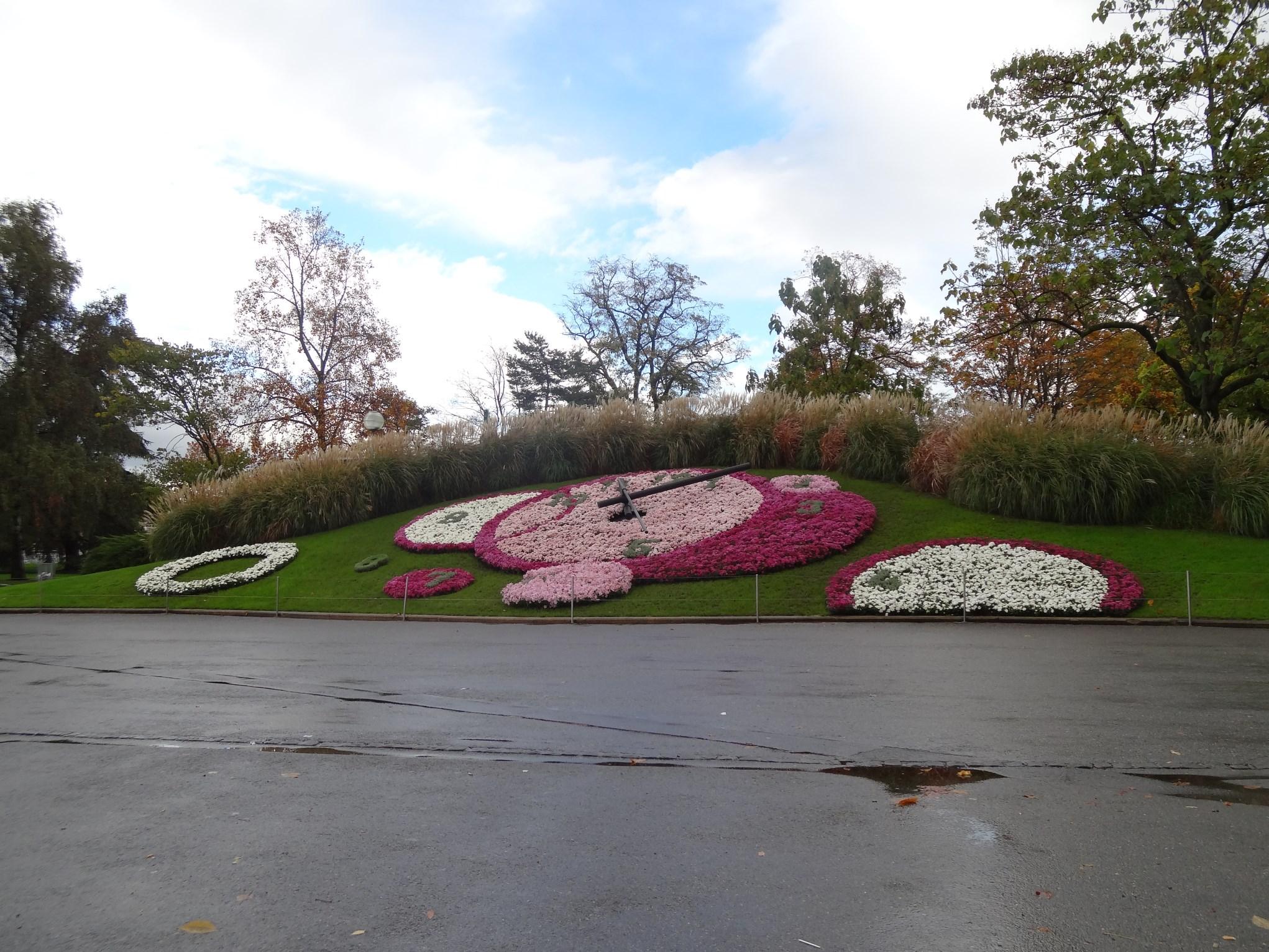
Horloge fleurie de Genève.
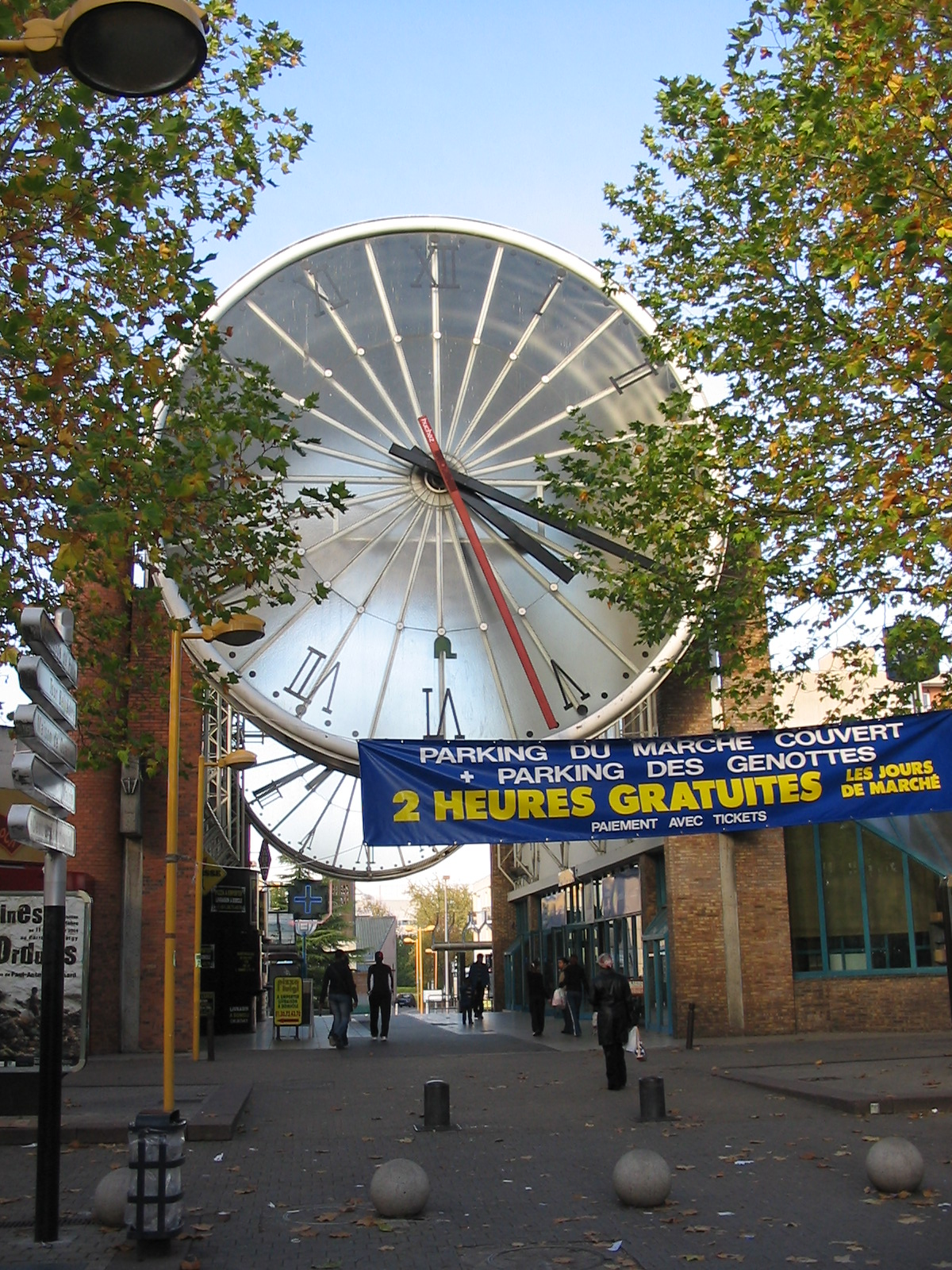
Place de l'Horloge à Cergy-Pontoise.

#### Horloges astronomiques

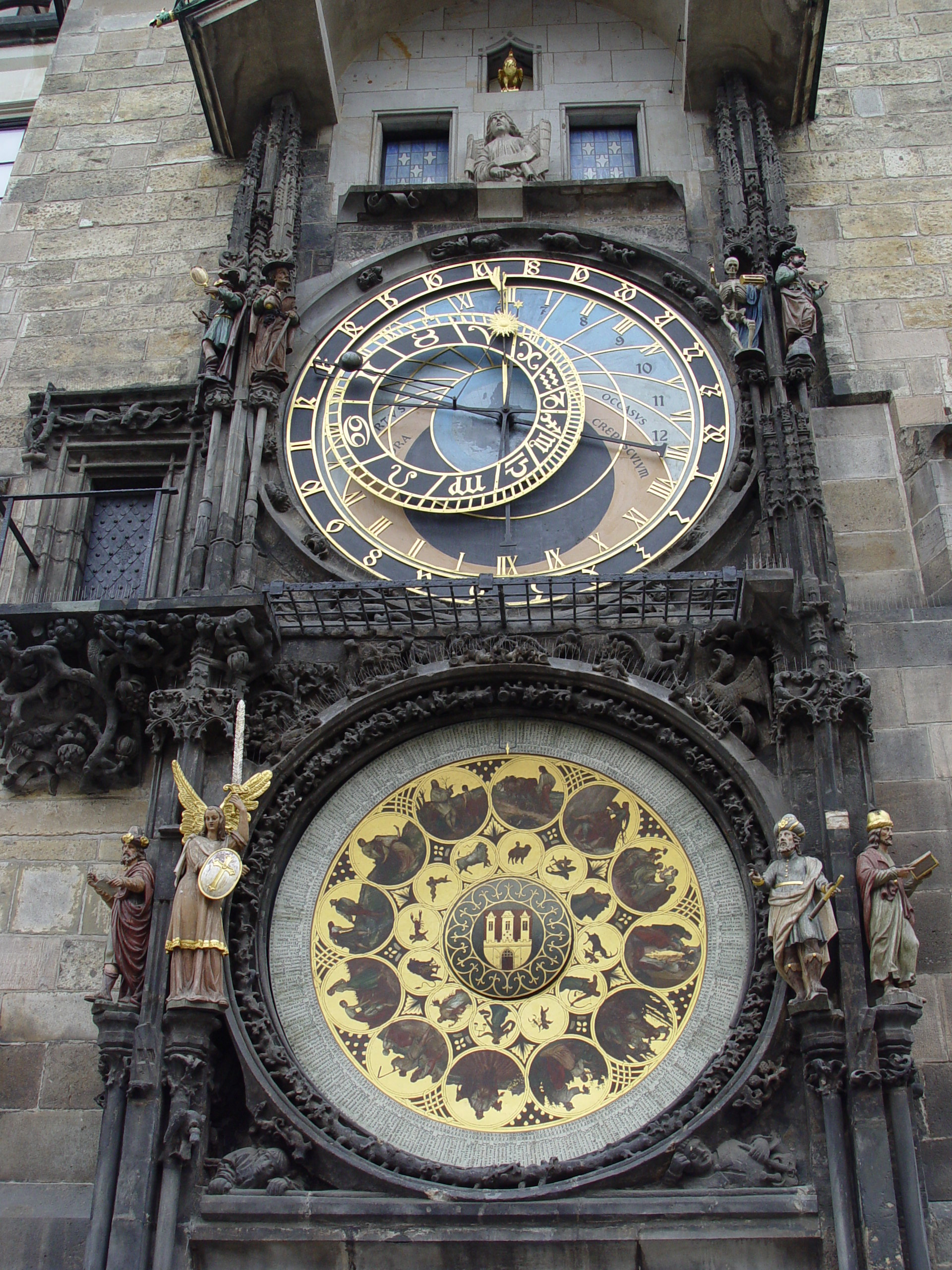
L'horloge astronomique de Prague (XVe siècle).

Une horloge astronomique est une horloge qui affiche l'heure ainsi que des informations relatives à l'astronomie. De façon générale, le terme fait référence à toute horloge qui affiche, en plus de l'heure, des informations astronomiques comme : les positions relatives du Soleil, de la Lune, des constellations du Zodiaque, les planètes les plus brillantes, ainsi que toutes sortes d'informations cycliques comme la durée du jour et de la nuit, l'âge et la phase de la lune, la date des éclipses (par l'indication des nœuds lunaires), de Pâques et d'autres fêtes religieuses, la date et l'heure des marées, l'heure solaire, l'heure inégale ou temporaire, le temps sidéral, la date des solstices, une carte du ciel, etc.
En Europe, les horloges astronomiques apparaissent au XIVe siècle. Les horloges astronomiques de Richard de Wallingford à St Albans dans les années 1330 et de Giovanni Dondi à Padoue entre 1348 et 1364 sont des chefs-d'œuvre du genre.
Les horloges astronomiques sont construites comme pièces de démonstration ou d'exposition, aussi bien pour impressionner que pour informer. Du fait de leur complexité, les horlogers continuent à en produire afin de mettre en avant leurs compétences techniques ainsi que la richesse de leurs mécènes. Leur message philosophique sous-jacent, un univers ordonné par la volonté divine, est en accord avec la vision du monde de l'époque, ce qui peut expliquer leur popularité[réf. nécessaire].
En France, on peut citer comme principales horloges astronomiques :
- celle de la cathédrale de Bourges, la plus ancienne, conçue par Fusoris, datant de 1423 et restaurée-reconstituée récemment ;
- celle de la primatiale Saint-Jean de Lyon, restaurée aux XVIe, XVIIe XVIIIe et XIXe siècles ;
- celle de la cathédrale Saint-Jean de Besançon par Constant Flavien Bernardin puis Auguste-Lucien Vérité ;
- celle de la cathédrale Saint-Pierre de Beauvais par Auguste-Lucien Vérité.
- celle de la cathédrale Notre-Dame de Saint-Omer, seconde horloge de cette église, réalisée par Pierre Enguerrand, entre 1556 et 1559, quasi dans son état d'origine[16].

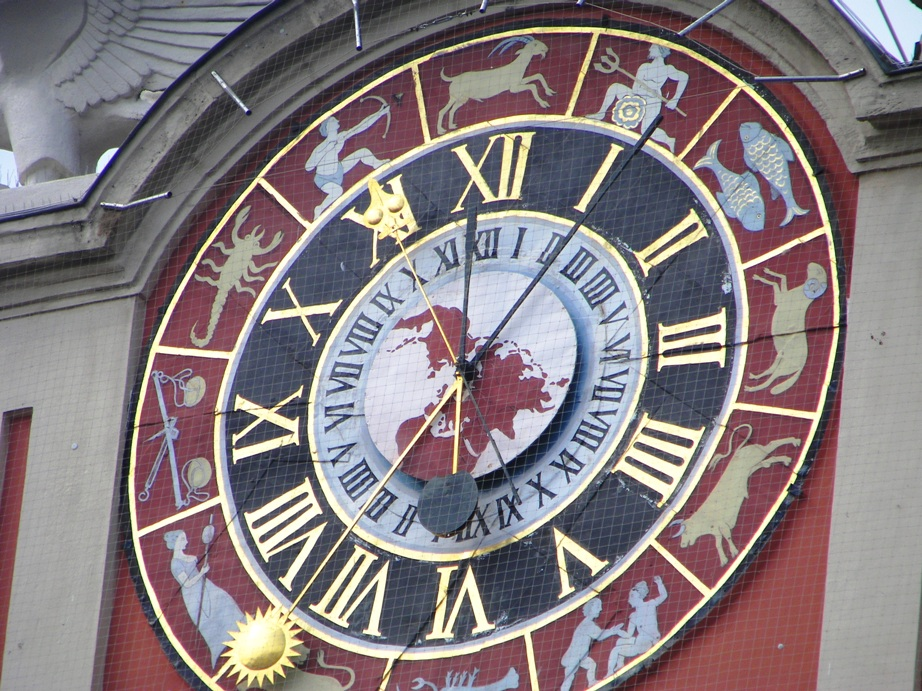
Horloge lunaire de l'hôtel de ville de Bad Windsheim.
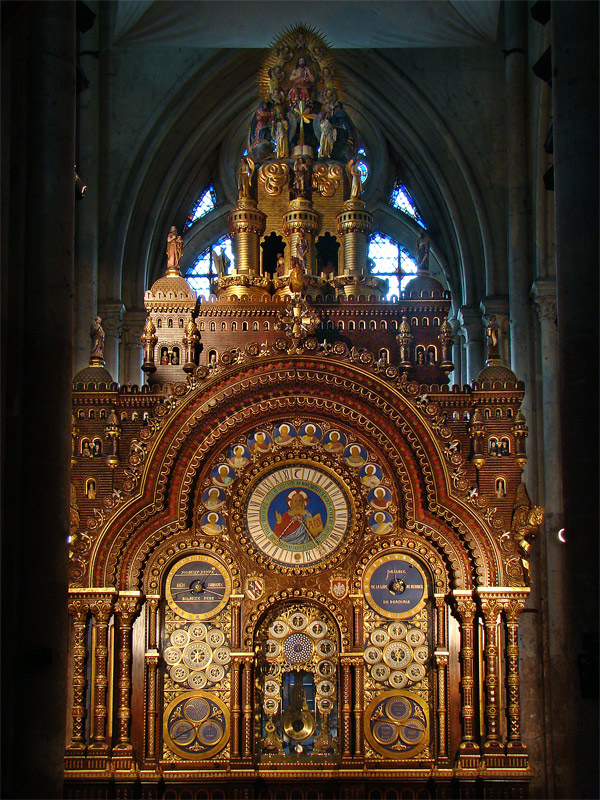
Horloge astronomique de Beauvais.
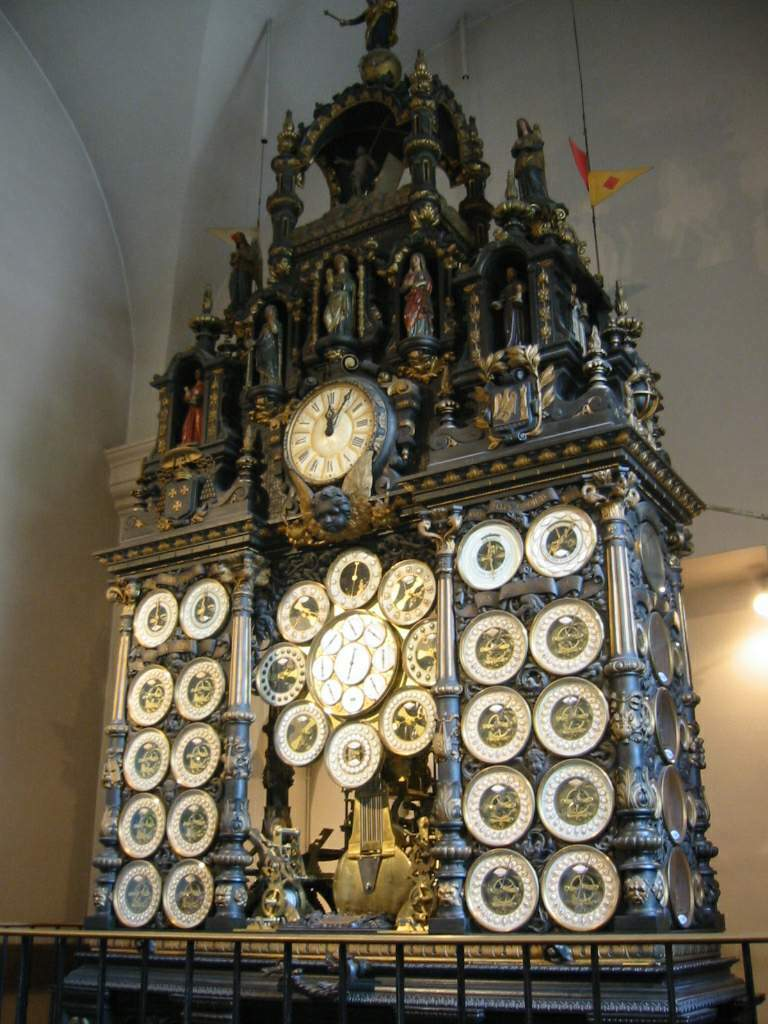
Horloge astronomique de Besançon.
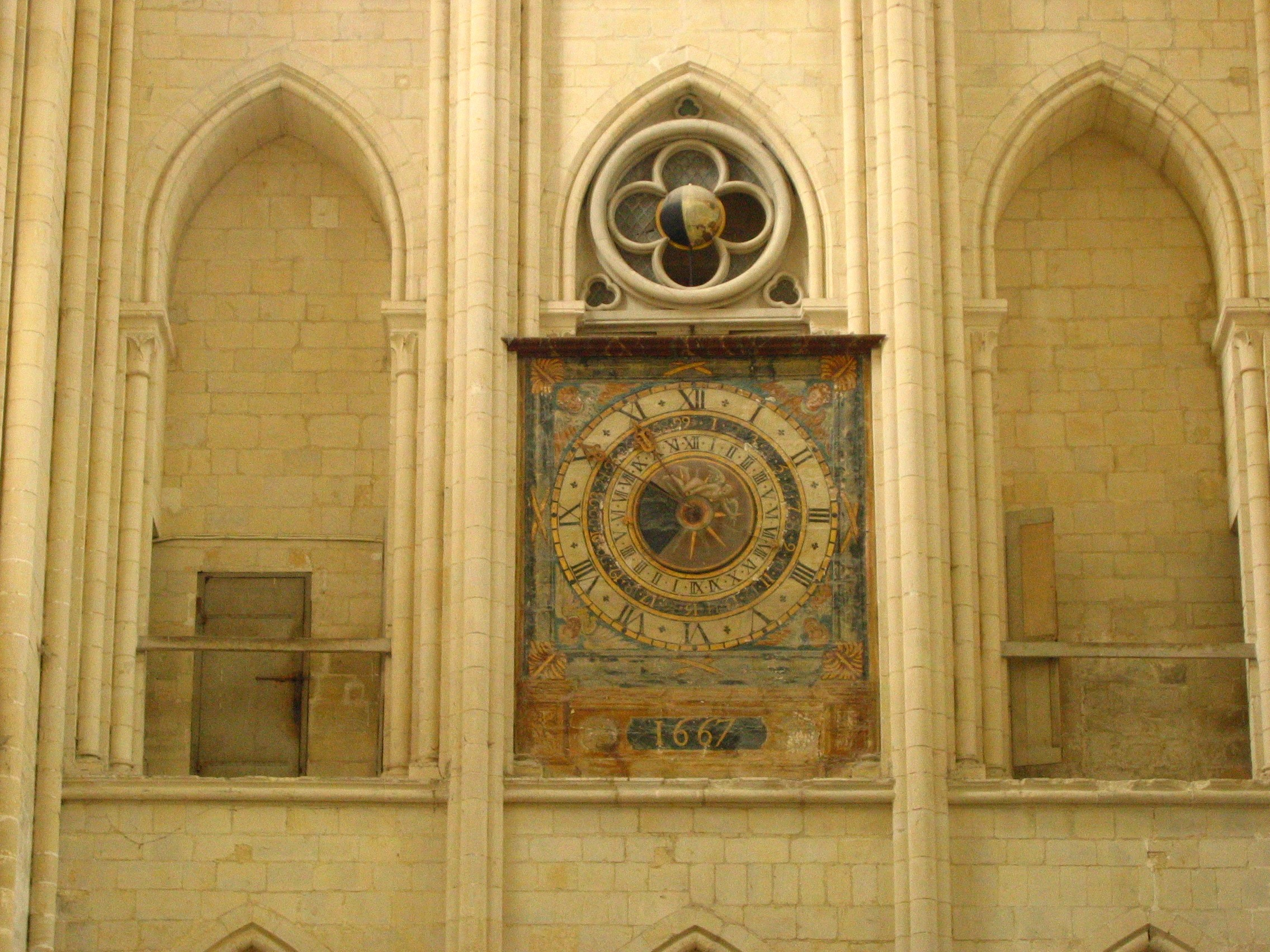
Horloge de l'église abbatiale de Fécamp.
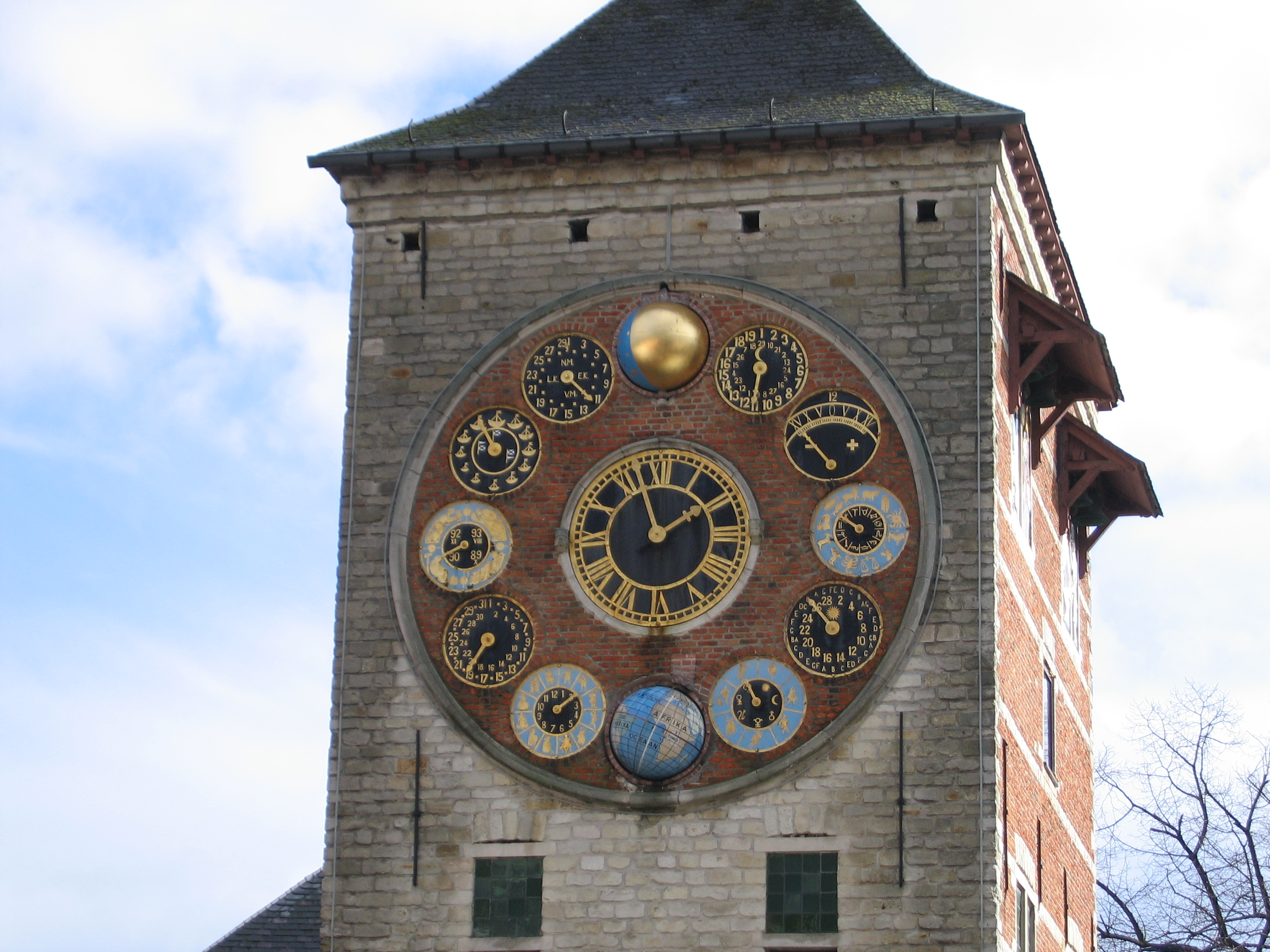
Lierre, horloge astronomique de la tour Zimmer.
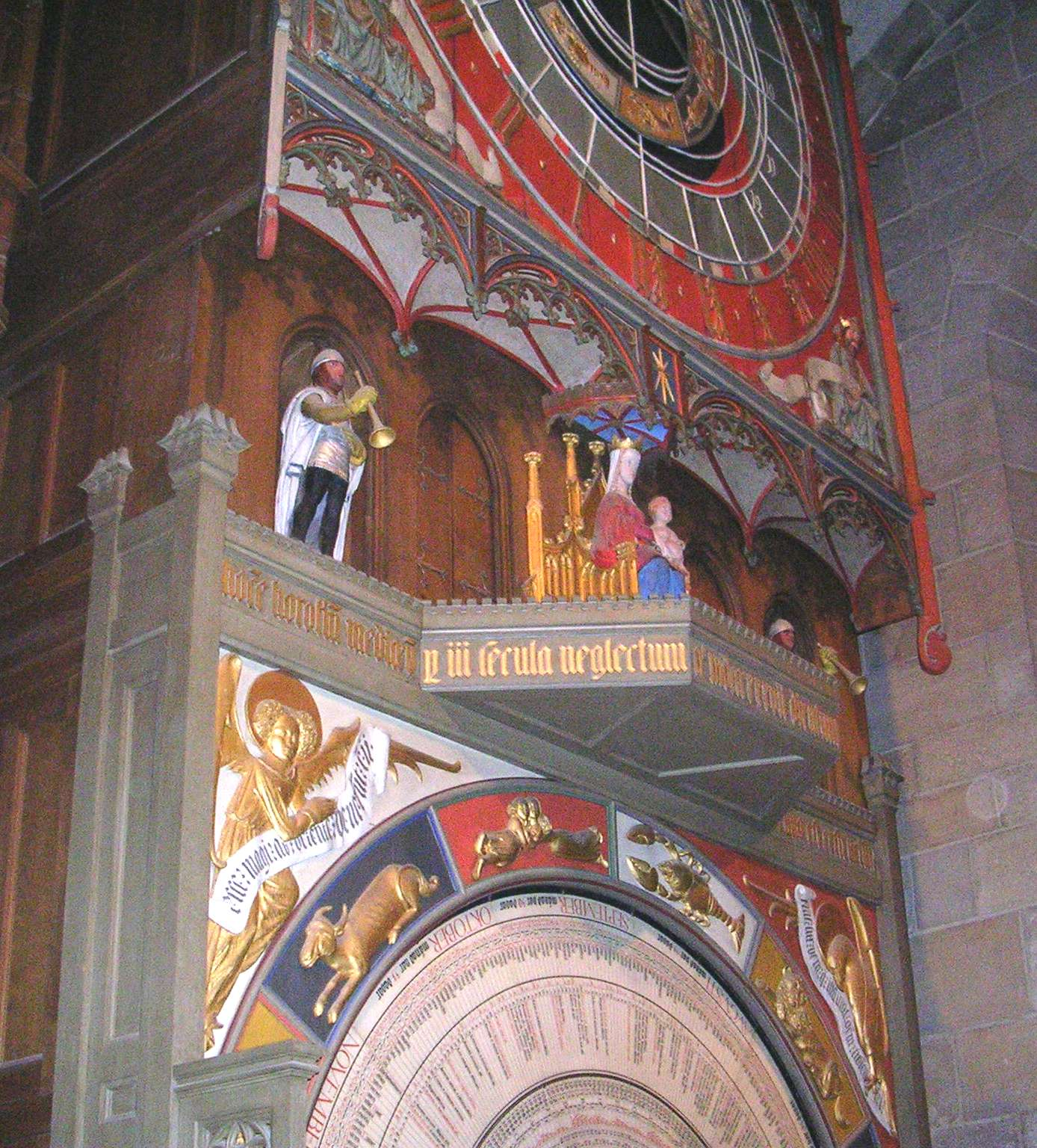
Horloge astronomique de Lund.
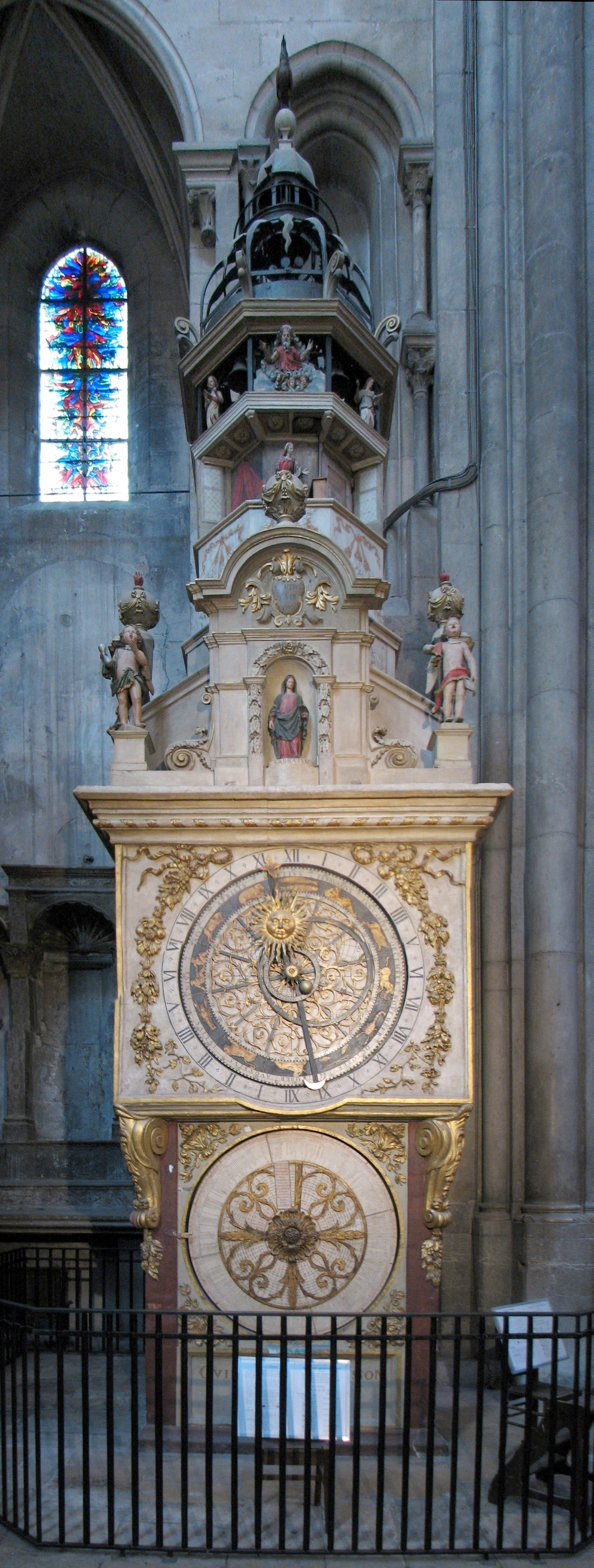
L'horloge astronomique de la primatiale Saint-Jean de Lyon.

### Horloges à pendule

Système de fonctionnement d'un pendule commun.

Au XVIe siècle, Galilée étudia le mouvement du pendule oscillant. Un pendule associé à un ressort et à un mécanisme de régulation permet la conservation d'un rythme. Le pendule d’horloge, composé d’une tige pouvant osciller autour d’un axe de rotation horizontal permet de régulariser le mouvement des horloges. Il est synonyme de balancier.
En 1656, le physicien Christian Huygens (1629-1695), découvrit la théorie du pendule. Il eut l'idée de l'utiliser comme organe régulateur pour les horloges. En 1657, Salomon Coster fabriqua un mouvement d'horlogerie qui fonctionnait d'après ce principe. Les premiers modèles fabriqués avaient une durée de marche de huit jours ; le mouvement et le carillon étaient actionnés par un seul ressort.
Christian Huygens perfectionna le ressort spiral en 1675 qui permit de supprimer le balancier pendulaire et de réduire la taille des horloges. Les horloges devinrent alors d'un prix plus abordables et se répandirent dans les maisons, sous la forme d'abord d'horloges de parquet puis de pendules de cheminée.

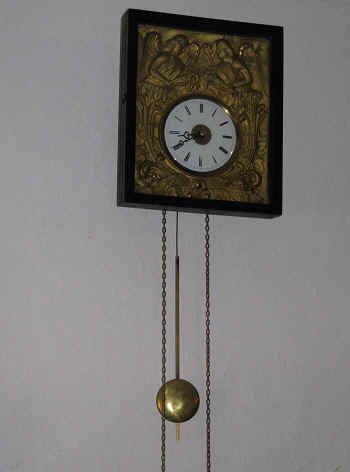
Horloge à pendule.
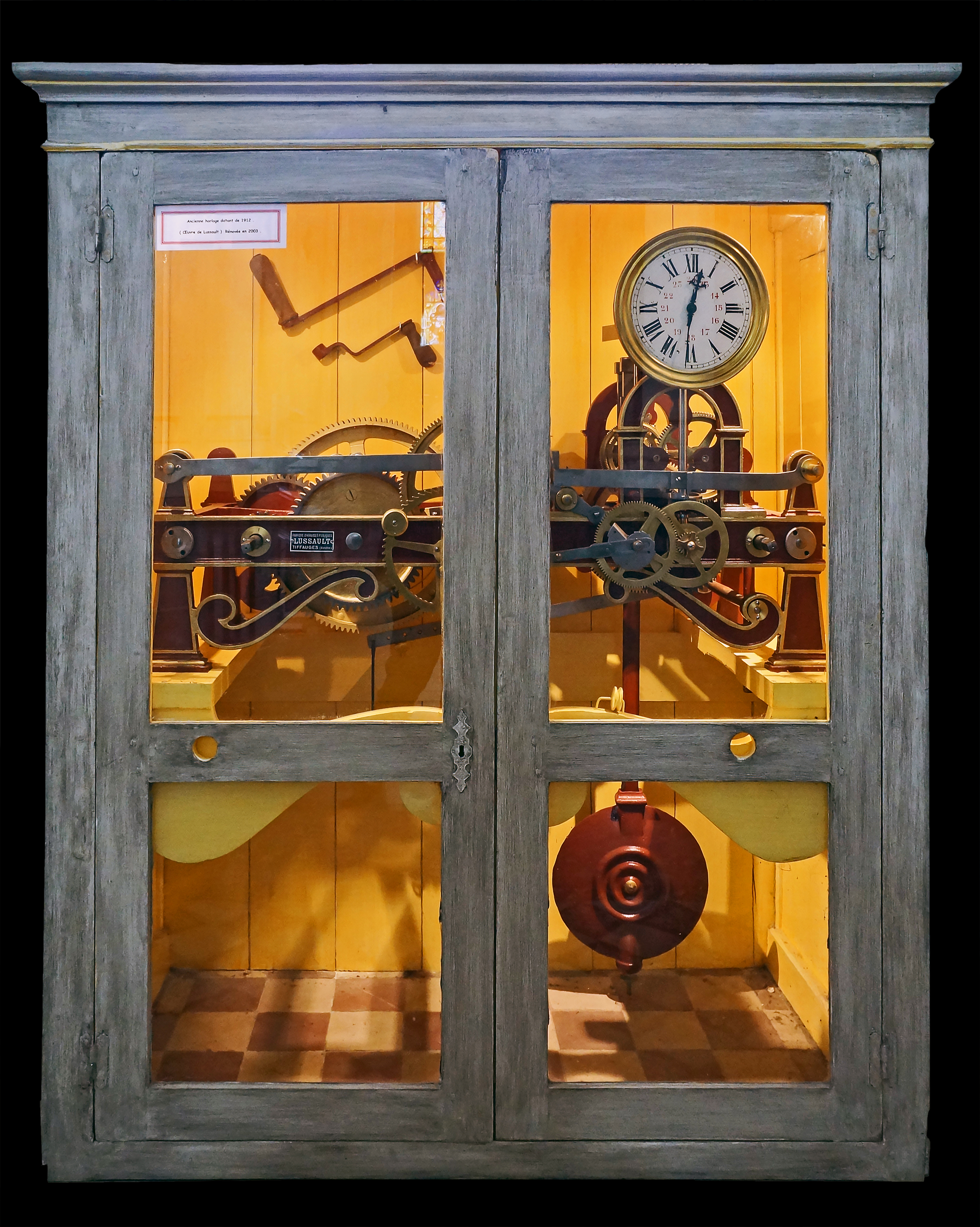
Horloge avec balancier (1912), des manufactures "Lussault" de Tiffauges, dans l'église Saint-Pierre, à Talmont-Saint-Hilaire.
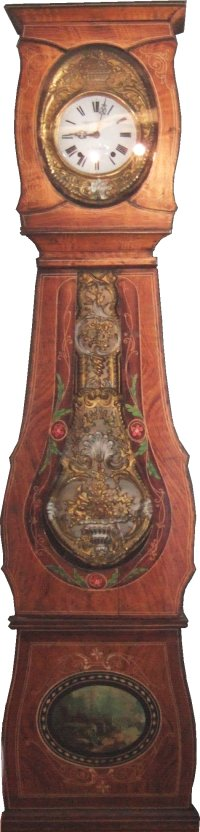
Horloge comtoise.
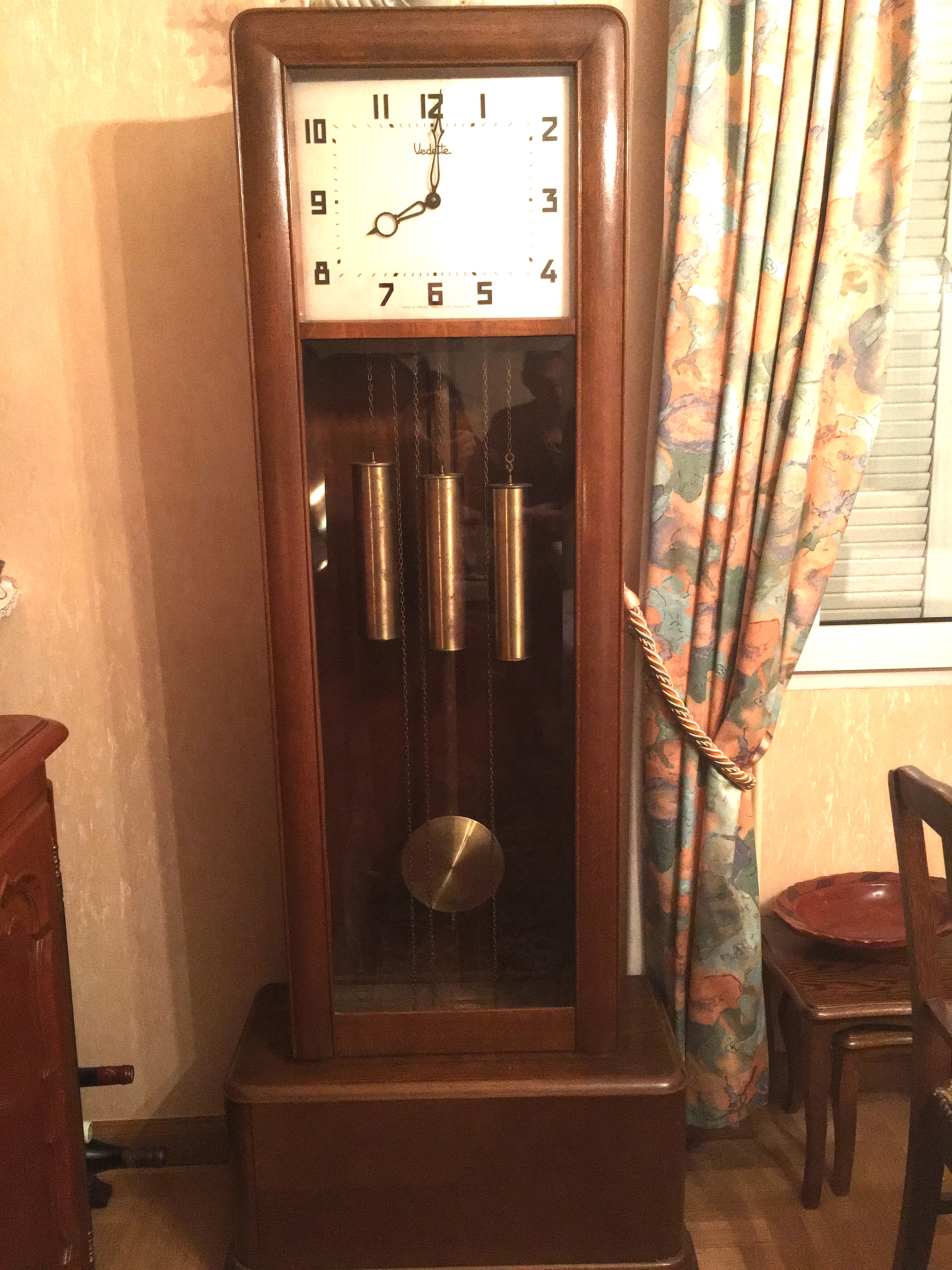
Horloge vedette 1950.
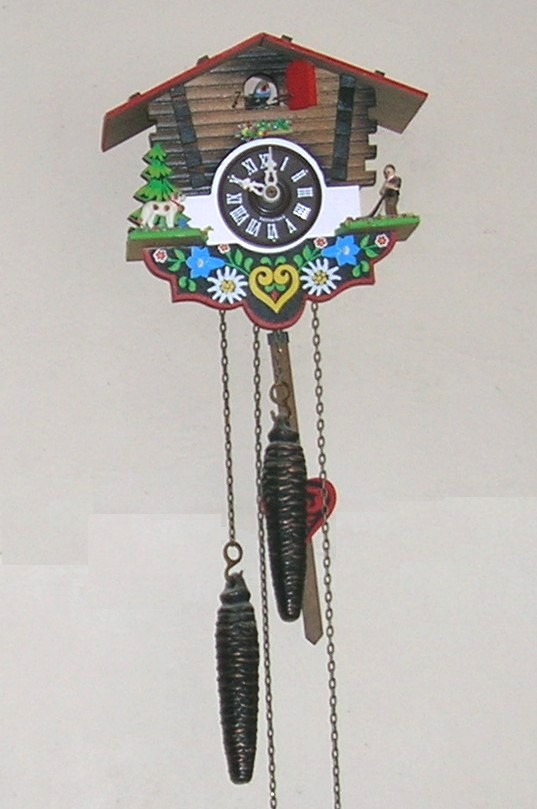
Pendule à coucou.
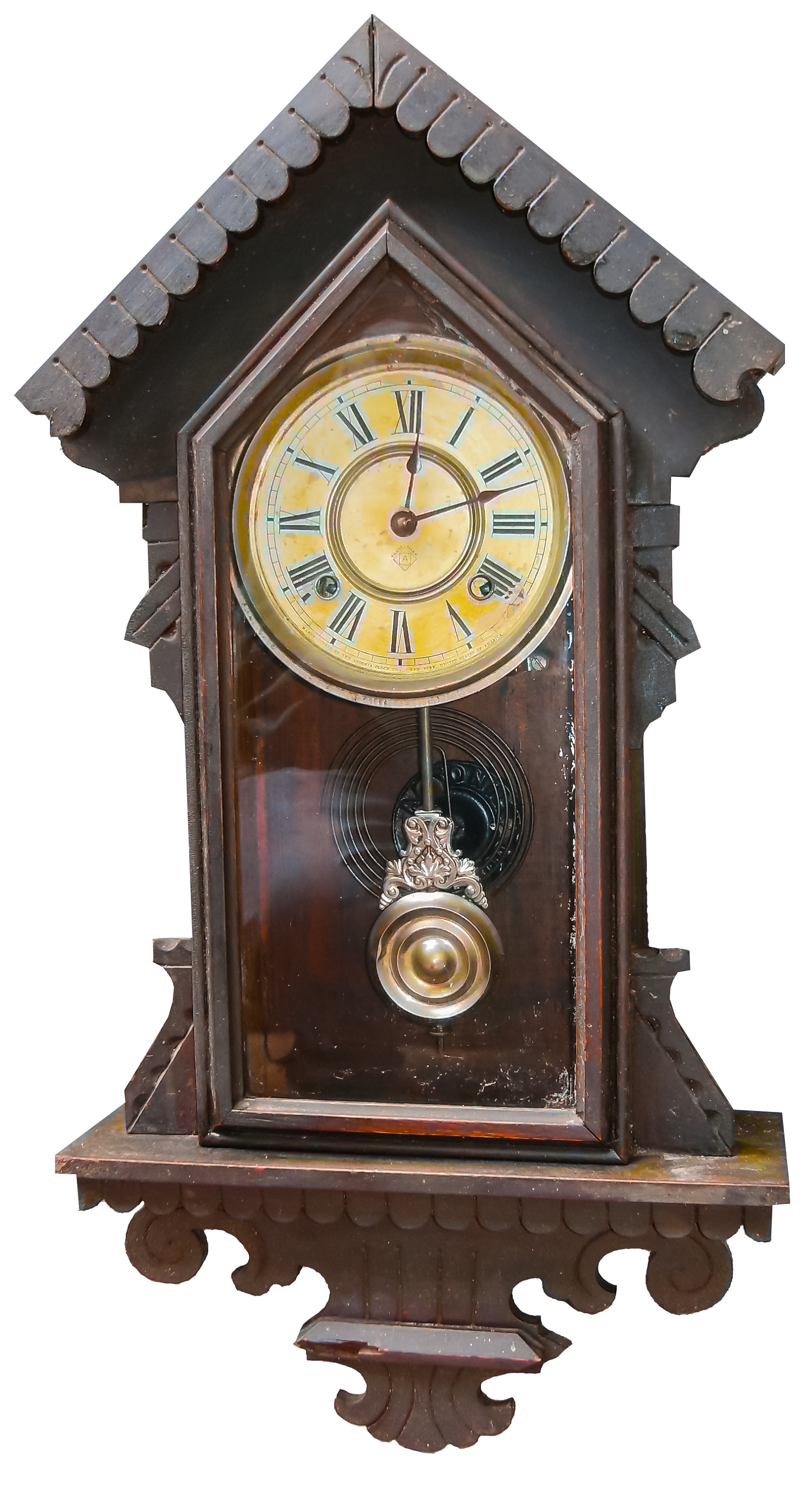
Horloge à pendule C.1904, Ansonia Clock Co.
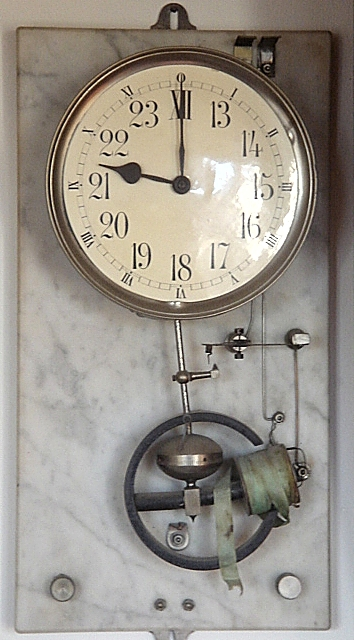
Premier système d'horloge électrique avec pour balancier un pendule à barre aimantée passant dans une bobine.
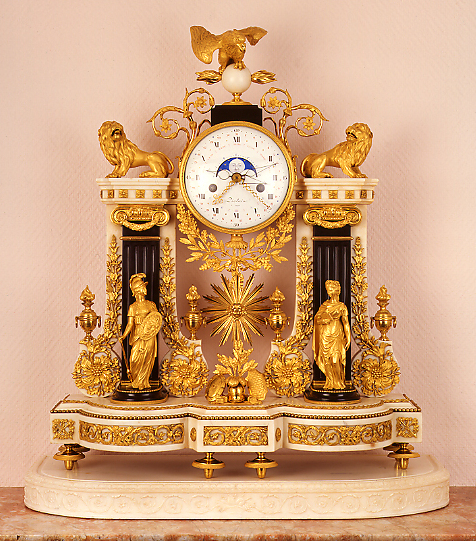
Une des 300 horloges à pendule visibles au musée François Duesberg à Mons (Belgique).

## Miniaturisation

### Horloges à ressort dites de table
- Réveils

### Pendules
Une pendule est une horloge en général murale, fonctionnant avec un pendule. On distingue :
- la pendule d'échecs est utilisée pour chronométrer les parties du jeu d'échecs, mais aussi d'autres jeux de société ;
- la pendule astronomique qui indique, en plus des heures, minutes et secondes, le mouvement d’un ou plusieurs astres comme la pendule astronomique de Passemant, qui se trouve dans le cabinet de la Pendule au château de Versailles ;
- la pendule à coucou dont la sonnerie imite le cri du coucou ;
- la pendule de cheminée destinée à être posée sur une cheminée ou sur un meuble ;
- la pendule sympathique qui associe une pendule et une montre ;
- la pendule Atmos par la maison Jaeger-LeCoultre.

### Horloge à carillon
Certaines horloges sont munies d'un carillon de type « carillon de Westminster » qui sonne tous les quarts d'heure la mélodie du carillon du Palais de Westminster (Westminster Quarters).

### Montres mécaniques et autres

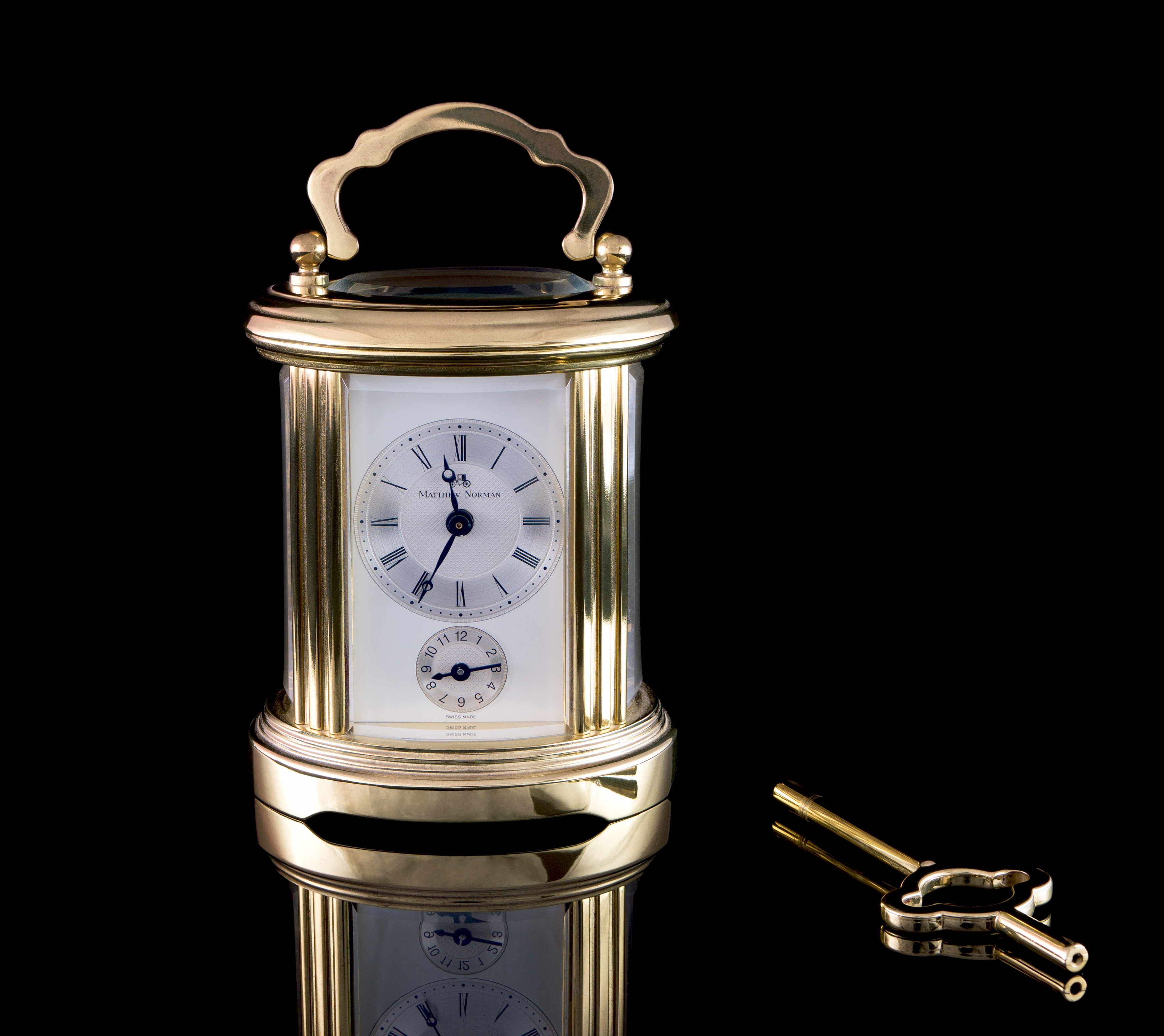
Une horloge portable, construction Matthew Norman.

En 1571, le comte de Leicester offrit un bracelet muni d'une petite montre à la reine Élisabeth Ire.
Les premières montres furent portées dans une poche de gilet, veste ou veston ; poche qui portait le nom de gousset, d'où le nom de montre-gousset.
En 1811, Abraham-Louis Breguet, horloger parisien, remit une montre-bracelet à complications, à la reine consort de Naples, Caroline Bonaparte. La première production en série semble remonter à 1880 : la firme Girard-Perregaux à La Chaux-de-Fonds livre une commande de 2 000 montres-bracelets (munies d'une grille de protection) à l'armée impériale allemande.

## Horloges dérivées
Ce sont bien souvent des horloges pilotées par un signal venant l'extérieur (horloges électriques, radio-pilotées…), ou transmis en interne (horloge à quartz).

On peut citer parmi les horloges qui transmettent un horodatage extérieur, sans calcul direct, différentes technologies : l'horloge radio-pilotée (comme la DCF77 en Europe), le protocole NTP, la fréquence du réseau électrique, ou le signal GPS/Galiléo. Certaines de ces horloges transmettent une horo-datation initialement établie par une horloge atomique.

### Horloges à quartz et Horloges atomiques
L'industrialisation de l'horloge au XIXe siècle s'inscrivit dans la foulée de la nécessité de contrôler le temps de manière de plus en plus précise.
Les quartz et l'atome remplacèrent graduellement les mécanismes d'horlogerie dans la seconde moitié du XXe siècle.

#### Horloges à quartz

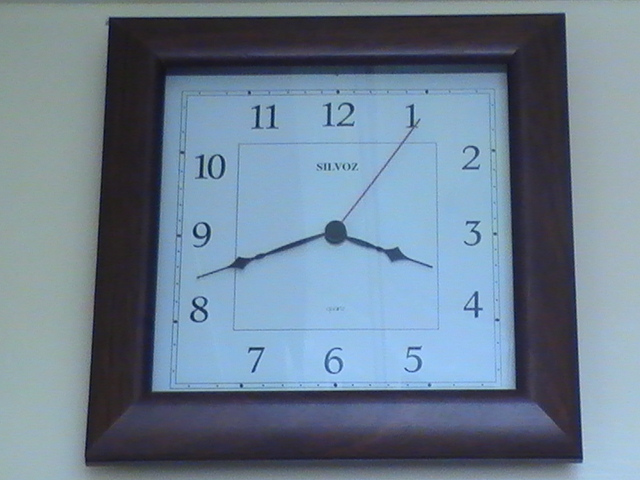
Horloge à quartz.

Une horloge à quartz utilise un oscillateur à quartz pour définir le temps. Le premier oscillateur électronique stabilisé par un cristal de quartz fut réalisé en 1918
Le quartz a la propriété d'osciller à une fréquence précise lorsqu'il est stimulé électriquement. La première horloge fut mise au point en 1928 par Warren Morrison et J.W. Horton aux Bell Telephone Laboratories.
La précision obtenue grâce au quartz est dix fois plus grande que celle de la meilleure des montres mécaniques inventée précédemment (en 1675 par Isaac Thuret) : une seconde de retard en six ans.

#### Horloges atomiques

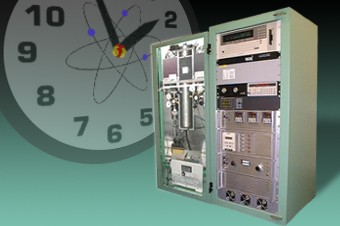
Horloge atomique de la NASA.

Pour dépasser cette précision, les scientifiques utilisent des horloges atomiques. Une horloge atomique est une horloge qui utilise la fréquence du rayonnement électromagnétique émis par un électron lors du passage d'un niveau d'énergie à un autre pour assurer l'exactitude et la stabilité du signal oscillant qu'elle produit.
Un de ses principaux usages est le maintien du Temps atomique international (TAI) et la distribution du Temps universel coordonné (UTC) qui sont les échelles de temps de référence.
Le temps atomique international est la référence mondiale fondée sur la définition de la seconde atomique, calculée au Bureau international des poids et mesures à Sèvres.

## Galerie

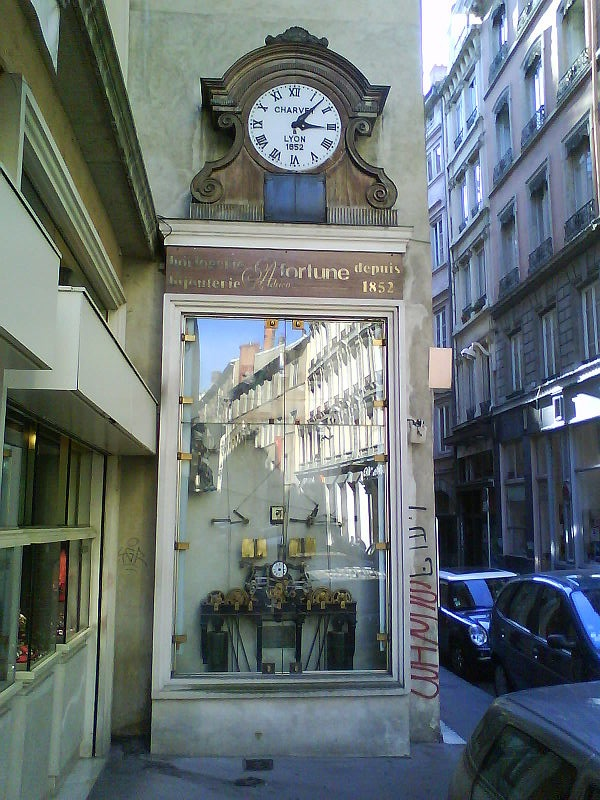
Horloge Charvet à Lyon, rue de la Poulaillerie.
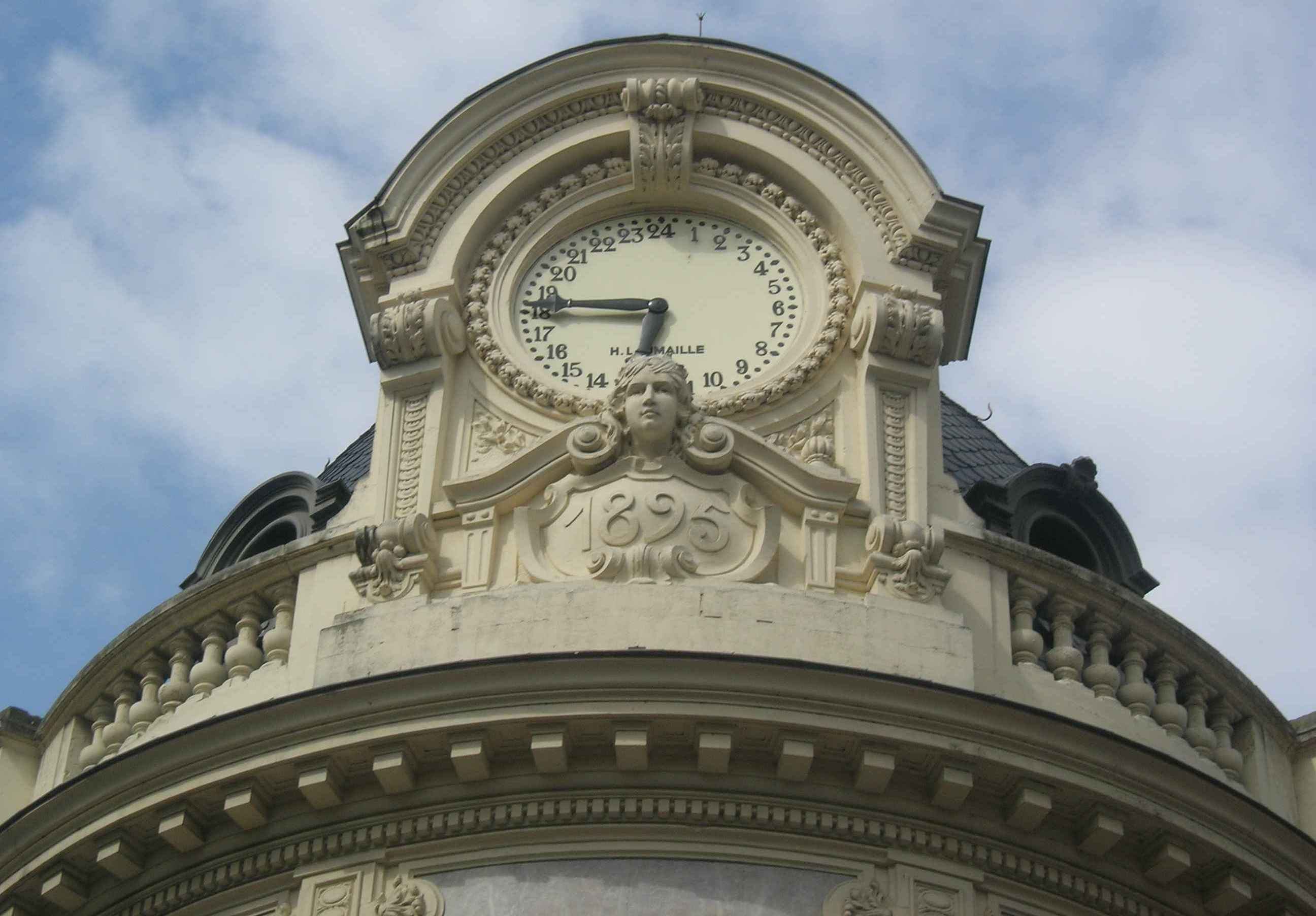
Toulouse, rue Alsace-Lorraine, horloge murale avec un cadran de 24 heures.
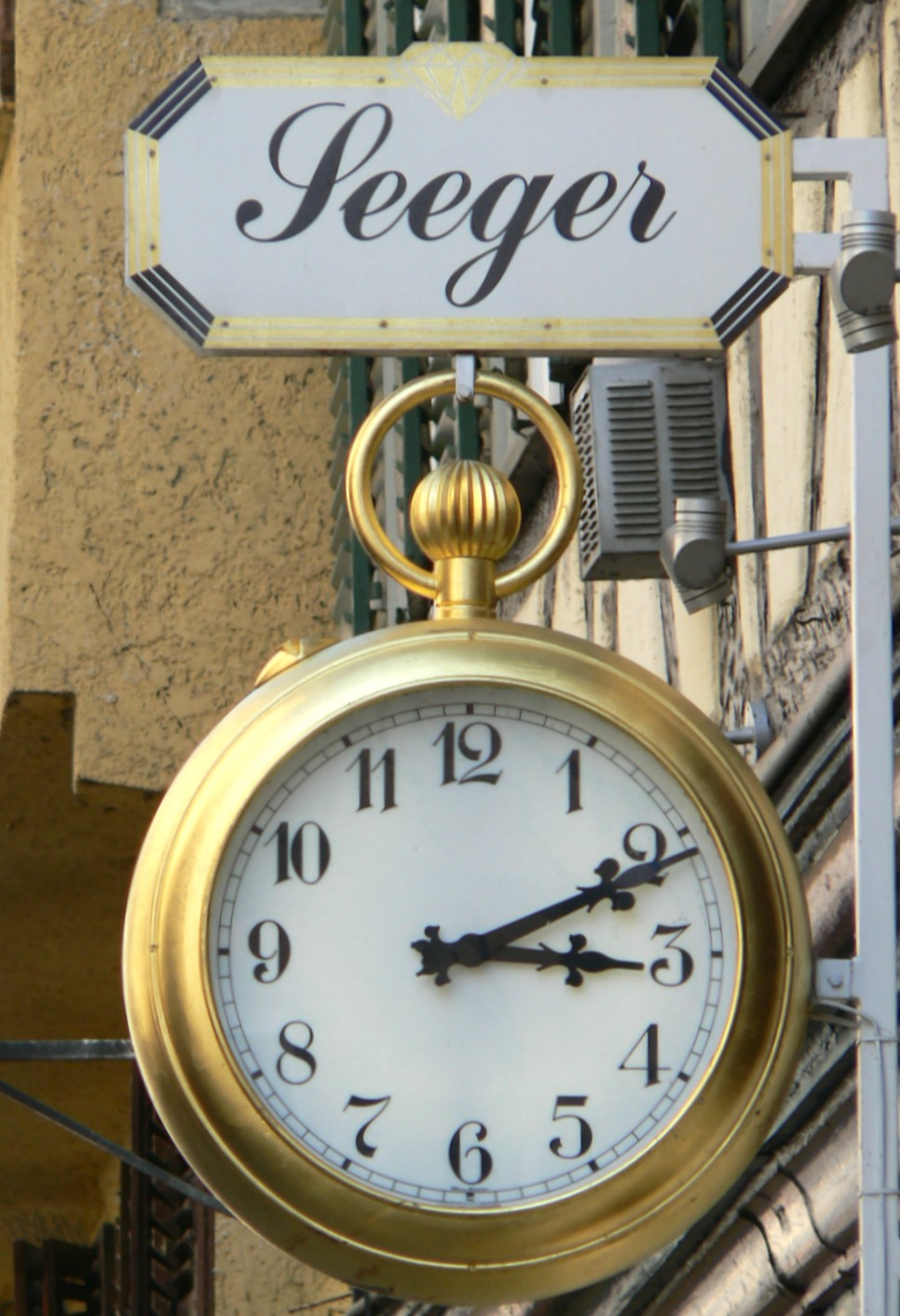
Horloge enseigne à Tübingen en Allemagne.
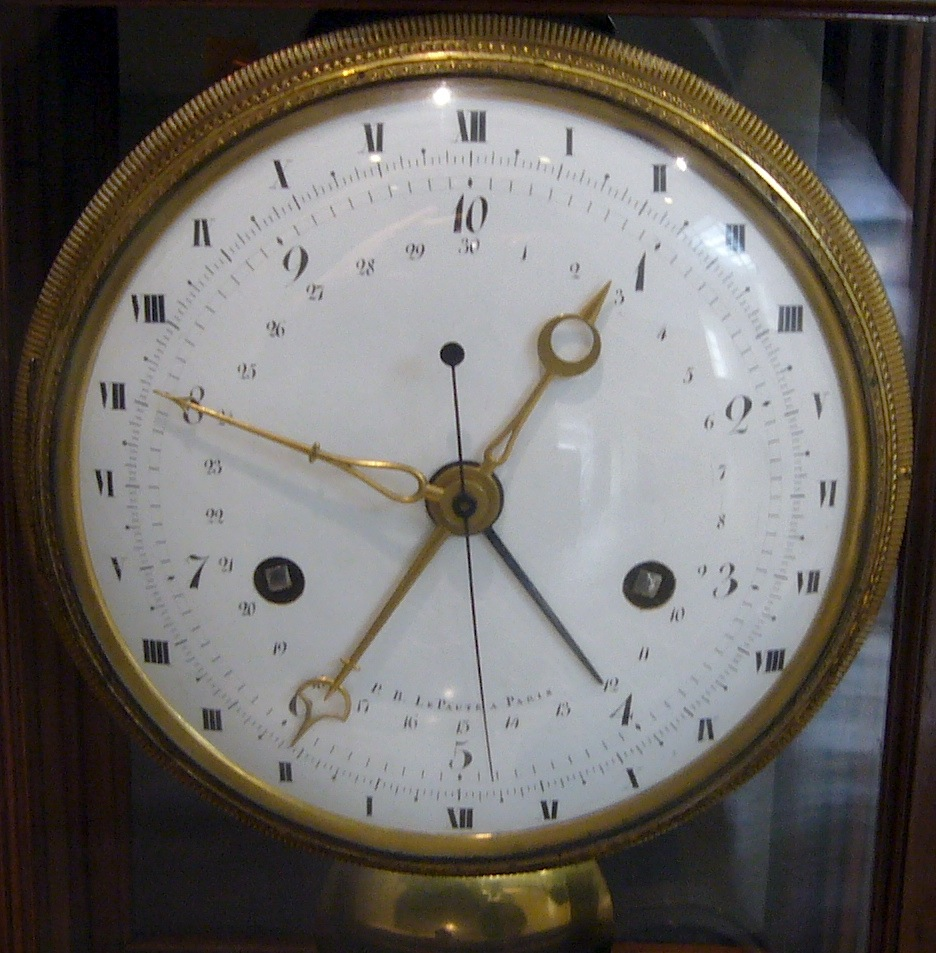
Cadran d'horloge républicaine.
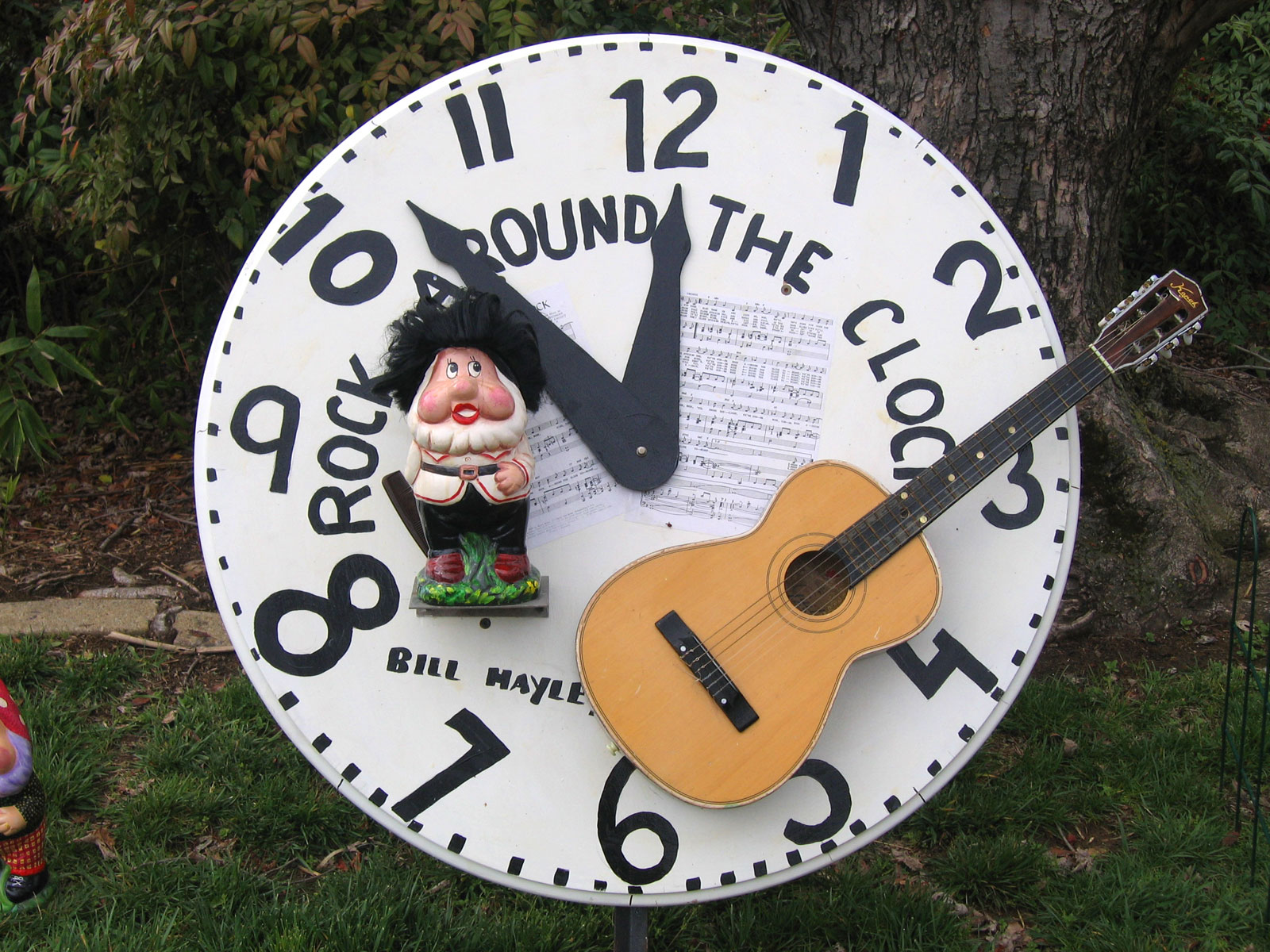
Horloge Rock Around the Clock.
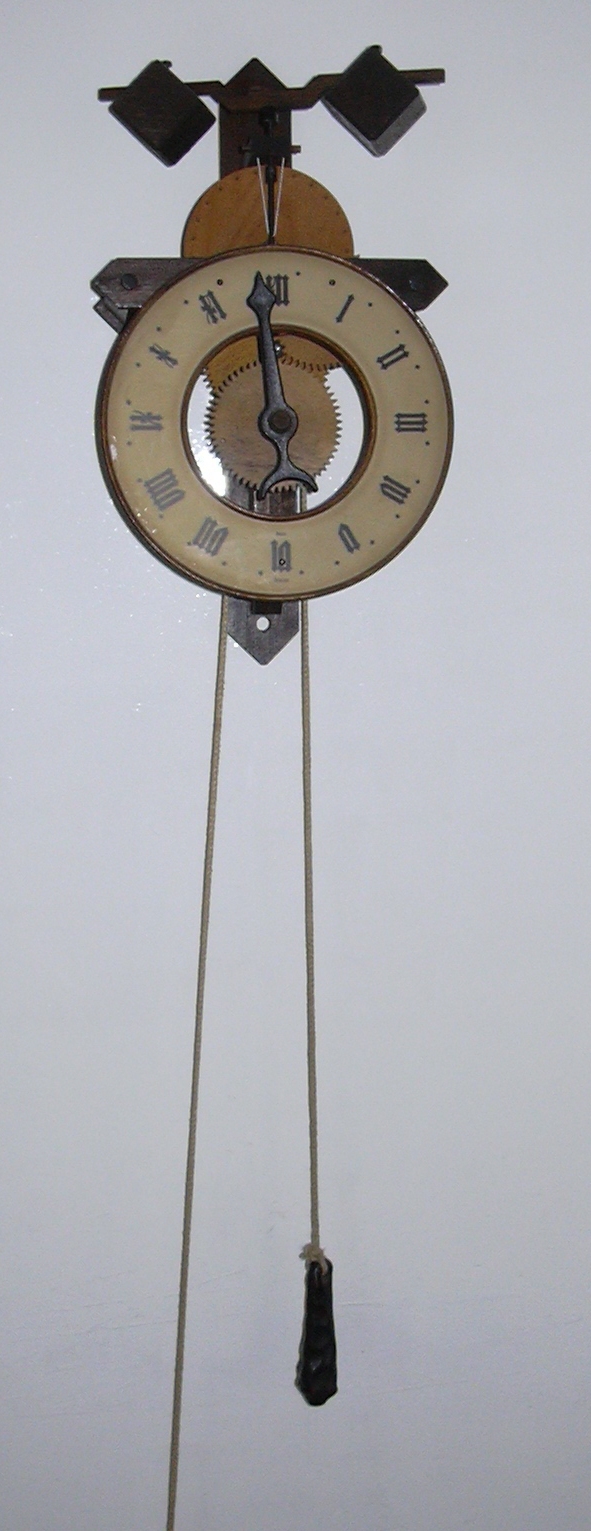
Horloge à foliot, faite entièrement en bois dans l'Engadine en Suisse.
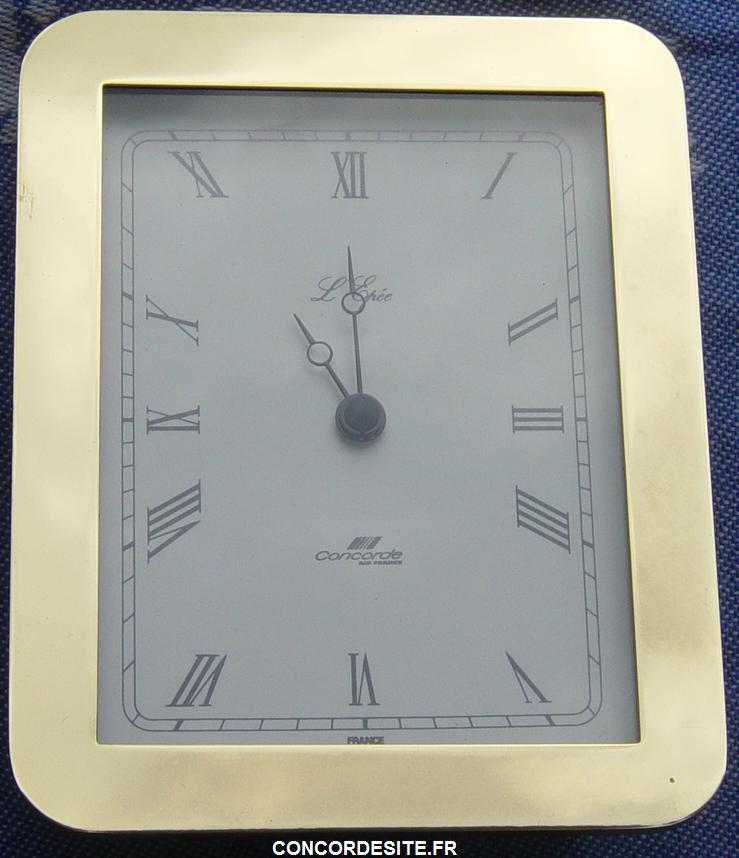
Horloge L'Épée faite à Sainte-Suzanne (Doubs) et siglée Air France Concorde de 1987.
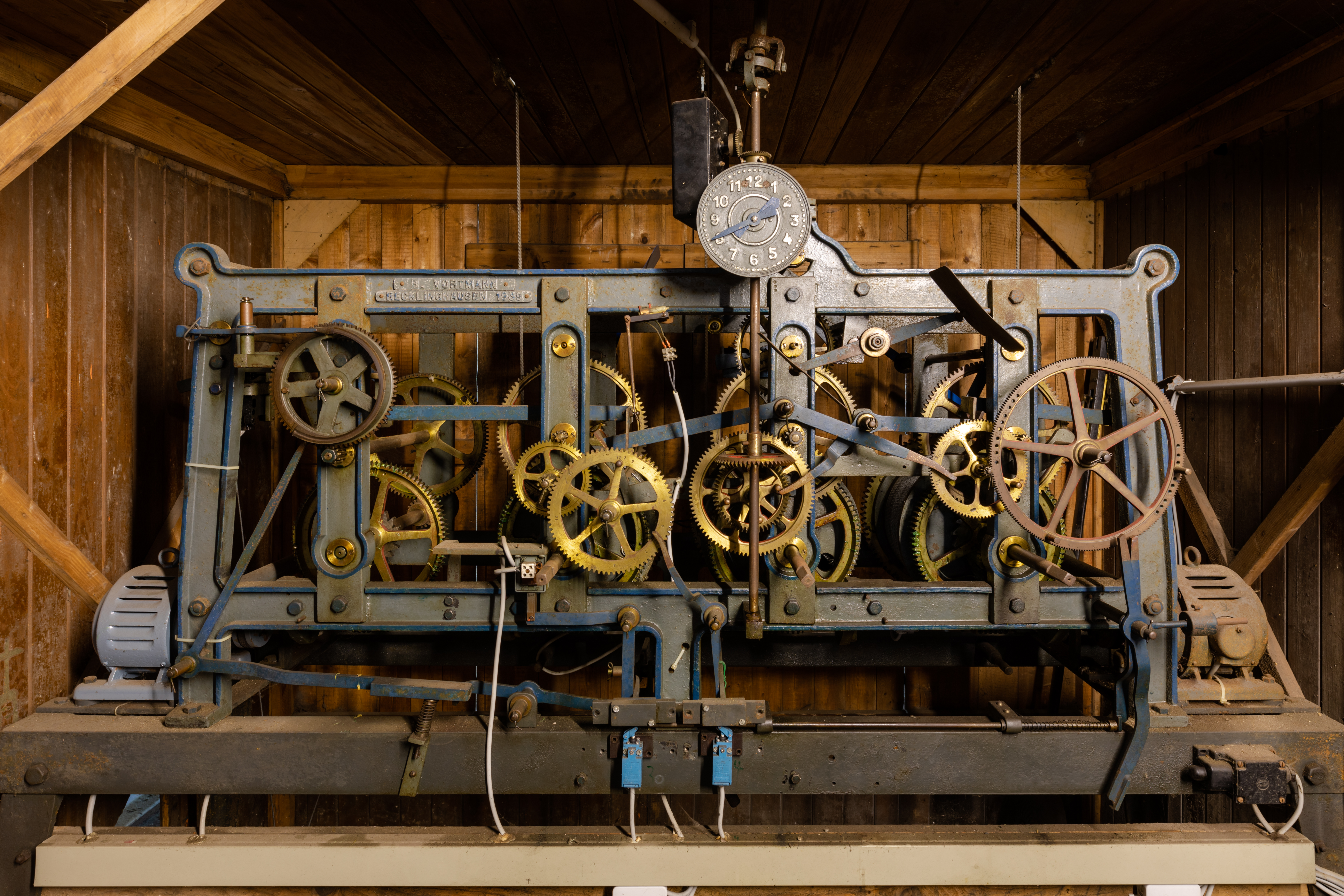
Mécanisme de l'horloge du clocher de l'église de Dulmen, Rhénanie-du-Nord-Westphalie. Photo février 2019.

### L'horloge au cinéma
- L'Horloge magique de Ladislas Starewitch
- Hugo Cabret de Martin Scorsese